# Trouville-sur-Mer
Pour les articles homonymes, voir Trouville (homonymie).
Ne doit pas être confondu avec Trouville (Seine-Maritime), Trouville-la-Haule (Eure) ou Tourville 
Trouville-sur-Mer est une commune française, située dans le département du Calvados en Normandie, sa population s'élève à 4 624 habitants (les Trouvillais).
Petit port de pêche jusqu'au XVIIIe siècle, la ville se développe à partir de la première moitié du XIXe siècle et devient associée aux bains de mer et aux peintres qui la fréquentent. C'est une des principales stations balnéaires de Normandie aujourd'hui, comme sa rivale historique Deauville.

## Géographie

### Localisation
Trouville se situe à l'est du département du Calvados dans le pays d'Auge, à l'embouchure de la Touques, sur sa rive droite, en face de Deauville.

### Quartiers de Trouville
- La plage de Trouville-sur-Mer et ses villas XIXe siècle
- Le quartier de Bonsecours derrière cette plage et sur les hauteurs
- La rue des Bains et la rue de Paris : cette rue très commerçante, et son prolongement jusqu'à la plage, est le poumon commercial de la ville
- Les quais (Boulevard Fernand Moureaux), avec la Halle aux poissons de Trouville-sur-Mer, son port de pêche et ses nombreux restaurants
- Notre Dame des Victoires, la rue Guillaume le Conquérant et, sur les hauteurs, le parc d'Hautpoul et le Beauregard : quartiers centraux et plus résidentiels.
- L'Aguesseau, quartier de l'hôpital, du cimetière et de l'église Saint-Jean, à la frontière de Trouville et de Touques
- Le quai Kennedy et l'ancienne route de Touques. Ancien quartier du Quernet et de l'usine à gaz.
- Hennequeville, du nom de l'ancienne commune du même nom absorbée par Trouville en 1847, recouvre l'extrémité est de la ville, plus rurale et sauvage
- La Corniche, sur les hauteurs entre Hennequeville et Trouville

### Hydrographie
La commune est située dans le bassin Seine-Normandie. Elle est drainée par la Touques, le ruisseau de Callenville et un autre petit cours d'eau,.
La Touques, d'une longueur de 108 km, prend sa source dans la commune de Champ-Haut et se jette  dans la baie de Seine en limite de  sur la commune et de Deauville, après avoir traversé 42 communes. 

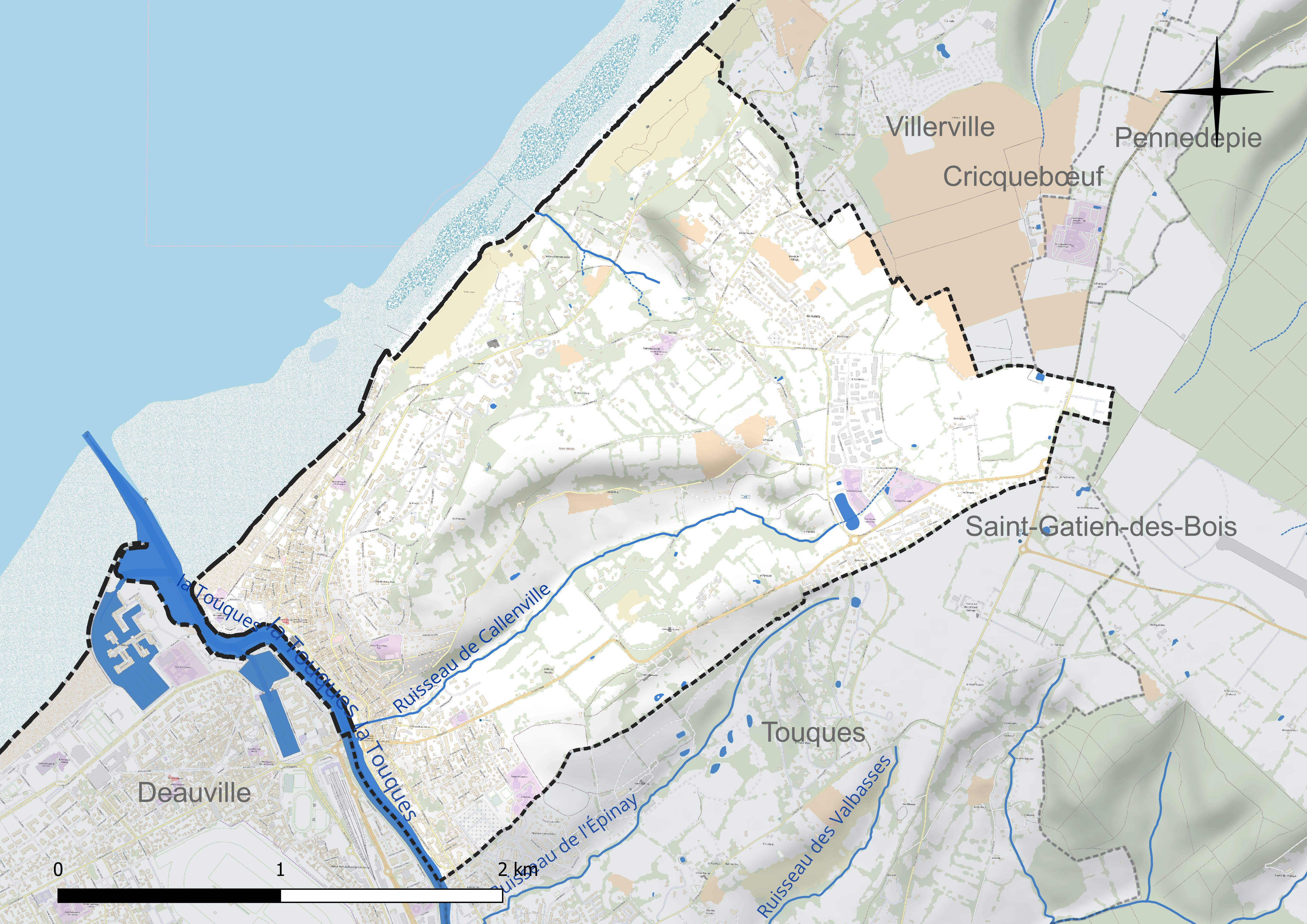
Réseau hydrographique de Trouville-sur-Mer.

### Climat
Pour des articles plus généraux, voir Climat de la Normandie et Climat du Calvados.
En 2010, le climat de la commune est de type climat océanique altéré, selon une étude du CNRS s'appuyant sur une série de données couvrant la période 1971-2000. En 2020, Météo-France publie une typologie des climats de la France métropolitaine dans laquelle la commune est exposée à un climat océanique et est dans la région climatique  Côtes de la Manche orientale, caractérisée par un faible ensoleillement (1 550 h/an) ; forte humidité de l'air (plus de 20 h/jour avec humidité relative > 80 % en hiver), vents forts fréquents. Parallèlement le GIEC normand, un groupe régional d'experts sur le climat, différencie quant à lui, dans une étude de 2020, trois grands types de climats pour la région Normandie, nuancés à une échelle plus fine par les facteurs géographiques locaux. La commune est, selon ce zonage, exposée à un « climat contrasté des collines », correspondant au Pays d'Auge, Lieuvin et Roumois, moins directement soumis aux flux océaniques et connaissant toutefois des précipitations assez marquées en raison des reliefs collinaires qui favorisent leur formation.
Pour la période 1971-2000, la température annuelle moyenne est de 10,7 °C, avec  une amplitude thermique annuelle de 12,1 °C. Le cumul annuel moyen de précipitations est de 789 mm, avec 12,6 jours de précipitations en janvier et 7,9 jours en juillet. Pour la période 1991-2020, la température moyenne annuelle observée sur la station météorologique la plus proche, située sur la commune de Deauville à 1 km à vol d'oiseau, est de 0,0 °C et le cumul annuel moyen de précipitations est de 0,0 mm. Pour l'avenir, les paramètres climatiques de la commune estimés pour 2050 selon différents scénarios d'émission de gaz à effet de serre sont consultables sur un site dédié publié par Météo-France en novembre 2022.

## Urbanisme

### Typologie
Au 1er janvier 2024, Trouville-sur-Mer est catégorisée petite ville, selon la nouvelle grille communale de densité à 7 niveaux définie par l'Insee en 2022.
Elle appartient à l'unité urbaine de Dives-sur-Mer, une agglomération intra-départementale dont elle est ville-centre,. Par ailleurs la commune fait partie de l'aire d'attraction de Trouville-sur-Mer, dont elle est la commune-centre,. Cette aire, qui regroupe 35 communes, est catégorisée dans les aires de moins de 50 000 habitants,.
La commune, bordée par la baie de Seine, est également une commune littorale au sens de la loi du 3 janvier 1986, dite loi littoral. Des dispositions spécifiques d'urbanisme s'y appliquent dès lors afin de préserver les espaces naturels, les sites, les paysages et l'équilibre écologique du littoral, tel le principe d'inconstructibilité, en dehors des espaces urbanisés, sur la bande littorale des 100 mètres, ou plus si le plan local d'urbanisme le prévoit.

### Occupation des sols
L'occupation des sols de la commune, telle qu'elle ressort de la base de données européenne d'occupation biophysique des sols Corine Land Cover (CLC), est marquée par l'importance des territoires agricoles (59,2 % en 2018), en diminution par rapport à 1990 (70,6 %). La répartition détaillée en 2018 est la suivante : 
prairies (45,8 %), zones urbanisées (39,8 %), zones agricoles hétérogènes (13,3 %), zones industrielles ou commerciales et réseaux de communication (0,8 %), zones humides côtières (0,2 %). L'évolution de l'occupation des sols de la commune et de ses infrastructures peut être observée sur les différentes représentations cartographiques du territoire : la carte de Cassini (XVIIIe siècle), la carte d'état-major (1820-1866) et les cartes ou photos aériennes de l'IGN pour la période actuelle (1950 à aujourd'hui).

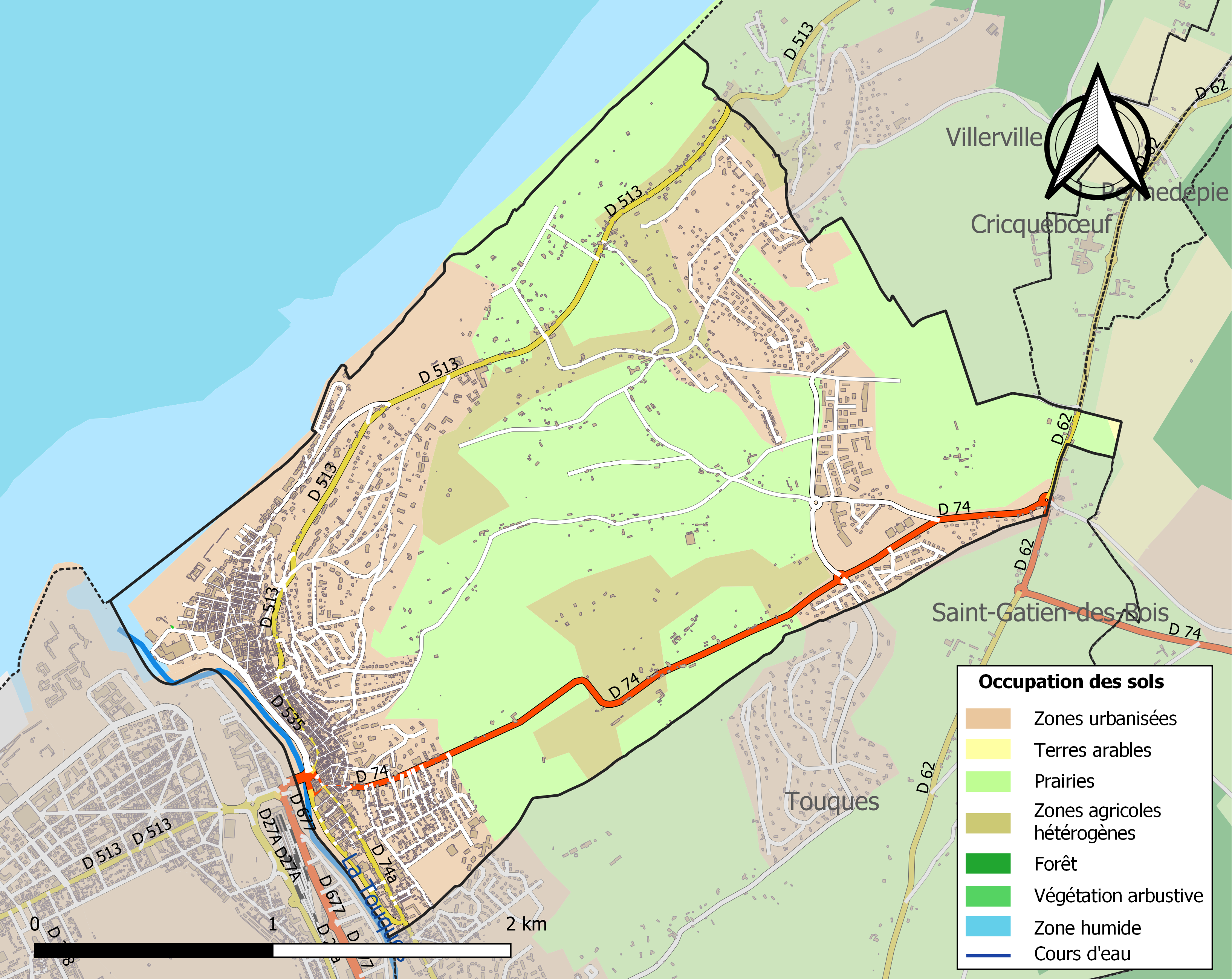
Carte des infrastructures et de l'occupation des sols de la commune en 2018 (CLC).

## Toponymie
Le nom de la localité est attesté sous la forme à finale latinisée Torouvilla en 1220 - 1223.
Albert Dauzat et Charles Rostaing, citant probablement Jean Adigard des Gautries, expliquent Trouville, ainsi que Trouville-Alliquerville (Seine-Maritime, Thorouvilla vers 1240) et Trouville-la-Haule (Eure, Turolvilla 1025), comme étant le « domaine rural » (cf. formations médiévales en -ville, appellatif issu du gallo-roman VILLA « grand domaine rural ») de Thorulfr, anthroponyme norrois.
François de Beaurepaire, quant à lui, préfère identifier dans les deux autres Trouville, un premier élément Turol- / T[h]orou- qui reflète l'évolution phonétique du nom de personne Turold, d'origine anglo-scandinave. Il inclut également Trouville (Calvados) dans cette série,.
Le premier anthroponyme Thorulfr ou plutôt ÞórulfR / Þorólfr est composé des éléments Thor, le dieu, et ulfr « loup », que l'on retrouve dans les patronymes en -ouf (et certains -ou(t)) de Normandie. ex. : ouf, Ingouf (variante Ygout), Gounouf (variante Gounout), Osouf (variante Auzou(t)), etc.
Le second, Turold est une variante (anglo-scandinave [?]) du vieux norrois Þórvaldr (autre forme Þóraldr) « Thor-dirigeant ». Cet ancien prénom, commun dans le duché de Normandie (cf. Turold), est devenu un patronyme fréquent en Normandie sous les formes Théroude, Touroude, Thouroude, Throude et Troude. On le retrouve de manière manifeste dans Thérouldeville (Seine-Maritime, Thourodi villa XIIe).
Les Trouville étant attestés par des formes anciennes latinisées du type Turolvilla ou Thorouvilla, cela rend complexe l'identification du second élément -ol / -ou du nom de personne ; c'est-à-dire anciennement -ulfr ou -old.
Ainsi, Jean Renaud mentionne de surcroît le hameau de Trouville à Bois-d'Ennebourg qui serait attesté sous la forme Turulfi villa vers 1025. Cette forme conforterait la première hypothèse dans certains cas.
En revanche, François de Beaurepaire identifie nettement Turold dans  Trouville-la-Haule (Turoltvilla, forme supplémentaire transcrite à côté de Turolvilla de la charte de 1025).

## Histoire
L'histoire de Trouville remonte au Moyen Âge. La ville était alors un petit port de pêche.
Le 1er août 1417, Henri V débarque à l'embouchure de la Touques sur la plage de Trouville, avant sa conquête de la Normandie.

### Découverte de la station balnéaire

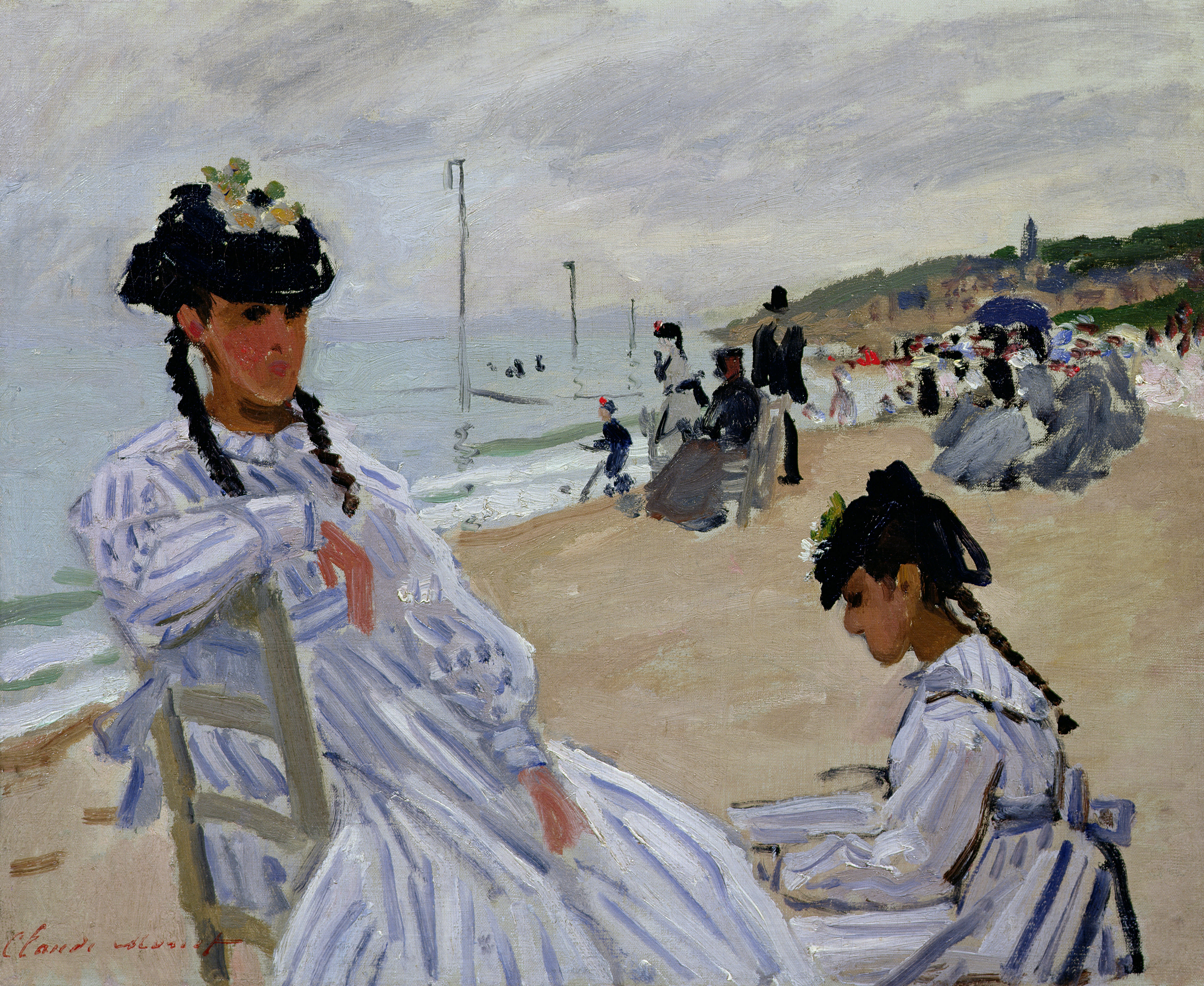
Sur la plage à Trouville, Claude Monet, 1870-1871).

Au XIXe siècle, l'ancien village de pêcheurs devient une destination touristique de Normandie, notamment prisée par les habitants de l'Île-de-France. L'essor de la station balnéaire, qui a débuté au XIXe siècle avec la mode des bains de mer, est sûrement dû à sa fréquentation par un petit groupe de peintres : Charles Mozin le « découvreur de Trouville » en 1825,, Paul Huet, A. G. Decamps et son élève Louis Godefroy Jadin, Eugène Isabey, Corot, dont le musée d'Orsay fournit au moins une preuve Trouville bateaux de pêche échoués dans le chenal et aussi Eugène Boudin (Sur la plage de Trouville). Claude Monet s'y rend régulièrement dans les années 1870 et y peint plusieurs tableaux.
Alexandre Dumas contribue aussi à la découverte de Trouville, qu'il visite en 1831. Il en parle aussi dans ses mémoires: « […] Arrivé au Havre, je me mis en quête d'un endroit où passer un mois ou six semaines ; je demandai un village, un coin, un trou, pourvu qu'il fût au bord de la mer ; on me nomma Sainte-Adresse et Trouville. […] et ayant appris que Trouville était encore plus isolé, plus perdu, plus solitaire que Sainte-Adresse, j'optai pour Trouville. […] Puis je me rappelai, comme on se rappelle un rêve, que mon bon ami Huet, le paysagiste, le peintre des marais et des grèves, m'avait parlé d'un charmant village au bord de la mer où il avait failli s'étrangler avec une arête de sole, et que ce village s'appelait Trouville. […] ll y avait au Havre infiniment plus d'occasions pour Rio de Janeiro, pour Sydney ou pour la côte de Coromandel qu'il n'y en avait pour Trouville. Trouville, comme latitude, était alors à peu près aussi ignoré que l'île de Robinson Crusoé ».
La ville suscite l'intérêt des écrivains : l'écrivain Alphonse Karr a contribué à sa renommée. Gustave Flaubert y connaît ses premiers émois sentimentaux avec la rencontre d'Élisa Schlésinger durant l'été 1836, rencontre qui nourrira Mémoires d'un fou. Son nom reste aujourd'hui encore attaché à la ville.
Louis-Philippe participe au lancement de Trouville, qu'il oppose à Dieppe la légitimiste, et c'est de cette station qu'il tente sans succès de partir pour l'Angleterre lors de la révolution de 1848, avant de finalement trouver un bateau au Havre.

### La «reine des plages»

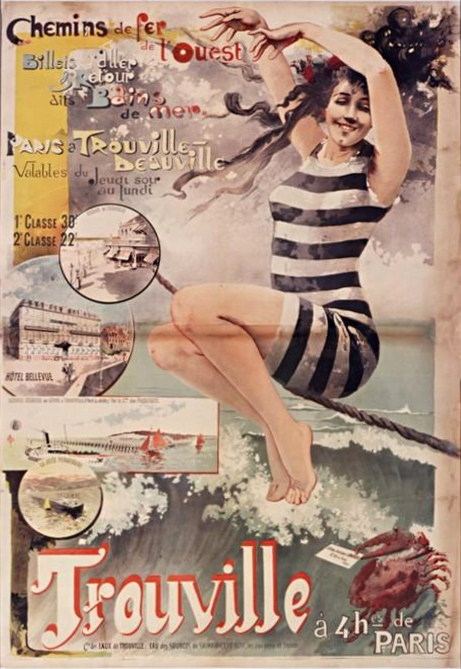
Affiche de promotion de Trouville en 1890.

Le développement touristique met rapidement la ville à l'étroit et, en 1847, la commune absorbe Hennequeville, village voisin devenu un quartier de Trouville. L'inauguration de la gare de Trouville-Deauville en 1863 accélère le développement de la station balnéaire grâce à sa proximité avec Paris, désormais à 4 heures. Une jetée-promenade est construite en 1890 pour faciliter l'accostage des bateaux britanniques.
Surnommée la « reine des plages », la station devient à la fin du XIXe siècle une villégiature de « grande bourse » selon un classement des guides Joanne. Largement promue par la publicité qui se développe alors, Trouville est présentée comme « la plus belle plage du monde ». De nombreux grands hôtels sont construits sous le second Empire, comme l'hôtel des Roches Noires ou le Trouville Palace, ainsi que de grandes villas normandes. En 1847, un premier casino est construit, avant d'être agrandi en 1912. Un des premiers rallyes automobiles relie ainsi Paris et Trouville, première course des frères Renault en 1899.
Elle attire toujours de nombreux artistes, comme Marcel Proust, qui séjournait régulièrement à l'hôtel des Roches Noires avec sa grand-mère entre 1880 et 1915, et Marguerite Duras qui y acquiert en 1963 un appartement mitoyen de celui qu'occupait Proust et y passera tous ses étés jusqu'à sa mort.

### XXesiècle

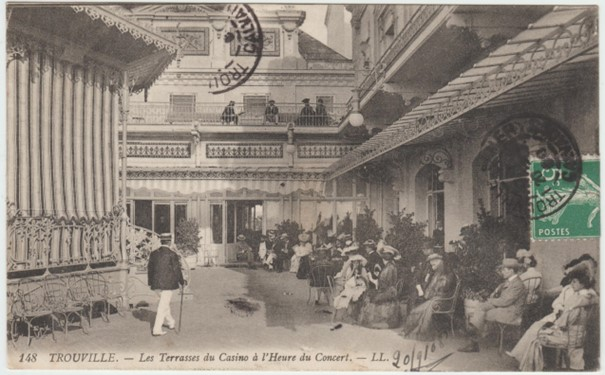
Photographie ancienne des terrasses du Casino de Trouville.

Trouville est cependant bientôt concurrencée par Deauville. Village d'une centaine d'habitants au milieu du XIXe siècle, celle-ci se développe rapidement sous l'impulsion du duc de Morny et s'impose comme « ville de plaisirs » au début du XXe siècle. Dans le premier quart du XXe siècle, Trouville perd des habitants au profit de sa nouvelle rivale.
Sous l'impulsion de Fernand Moureaux élu maire en 1934, la ville connaît un nouveau souffle dans les années 1930. Créateur de la Suze, il met au profit du développement de la ville une partie de sa fortune ; Fernand Moureaux voit dans la création des congés payés par le Front populaire une occasion de réorienter la station une nouvelle clientèle populaire et familiale. Il initie de nombreuses constructions. « Maire bâtisseur », il s'illustre par de nombreuses constructions dans le style normand, comme la halle aux poissons sur les plans de l'architecte Eugène-Maurice Vincent ou une piscine olympique à l'eau de mer et des établissements de bains.

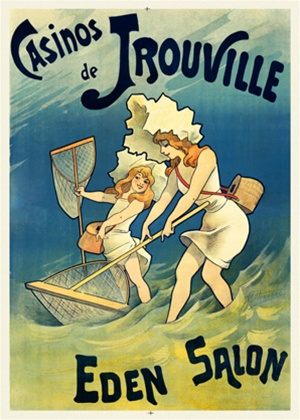
Affiche[40] pour le Casino de Trouville dans les années 1890.
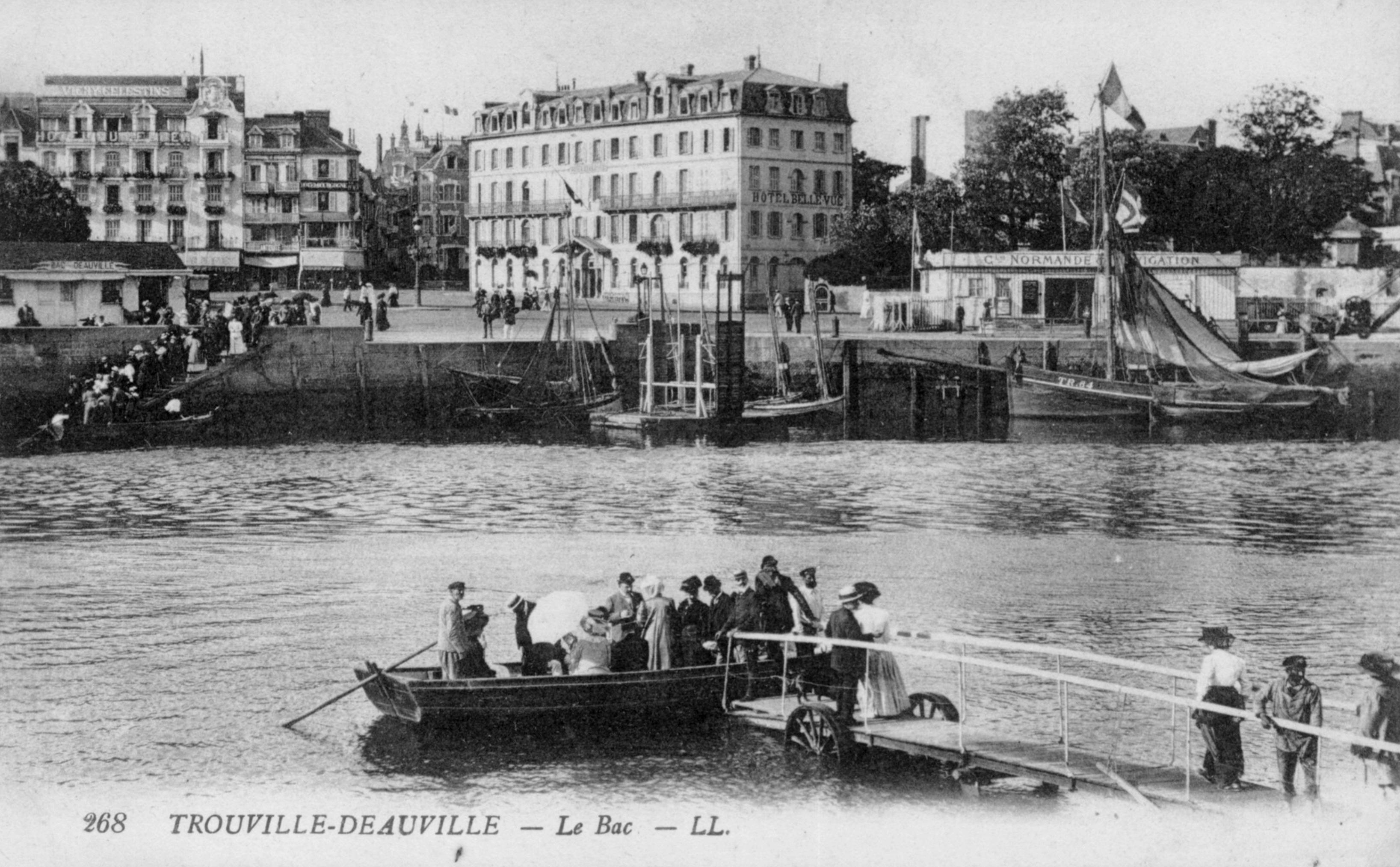
Trouville-Deauville. Le bac.
La jetée promenade de Trouville dans les années 1910.

Jusqu'en 1926, Trouville-sur-Mer et son canton étaient rattachés à l'ancien arrondissement de Pont-l'Évêque, supprimé à cette date. Elle rejoint alors l'arrondissement de Lisieux.
Avec la Seconde Guerre mondiale, elle souffre de destructions. Les Allemands démantèlent la jetée-promenade des Anglais, et une dizaine de bunkers sont créés sur la plage. La ville reprend progressivement sa vocation balnéaire à l'issue de la guerre. Son nom est alors associé à celui du dessinateur Raymond Savignac, qui conçoit de nombreuses affiches de promotion de la ville. Il y réside les 25 dernières années de sa vie jusqu'à son décès en 2002.

### Époque contemporaine
Trouville reste une ville marquée par une influence culturelle forte, associée à Marguerite Duras (voir Marguerite Duras de Trouville). Un prix portant son nom est remis chaque année à Trouville.
Ville essentiellement touristique, elle voit une hausse forte des résidences secondaires et une baisse de sa population. De nombreuses personnalités y ont ainsi des résidences secondaires, comme Gérard Depardieu, Antoine de Caunes ou Patrick Rambaud.

## Politique et administration

### Tendances politiques et résultats
Trouville-sur-Mer est historiquement une commune de centre droit. Aux régionales de 2021, elle met ainsi Hervé Morin en tête, avec 55 % des voix contre 44 % au niveau de la région. À l'élection présidentielle de 2017, elle met au premier tour François Fillon en tête avec 35 %, contre 20 % au niveau national. À l'élection présidentielle de 2022, elle place en tête Emmanuel Macron avec 34,28 % des voix, devant Marine Le Pen avec 21,49 %.
Ségolène Royal fit ses premières armes politiques à Trouville après un parachutage. Elle fut conseillère municipale (PS) d'opposition 1983 à 1986. En 2007, les électeurs trouvillais lui préfèrent Nicolas Sarkozy au second tour de l'élection présidentielle, avec 62 % des voix.

### Liste des maires
| Période                                  | Période                   | Identité                          | Étiquette                  | Qualité                                                                              |
| ---------------------------------------- | ------------------------- | --------------------------------- | -------------------------- | ------------------------------------------------------------------------------------ |
| 18 pluviose An II                        |                           | Buhour                            |                            |                                                                                      |
| An X                                     |                           | Couyére                           |                            |                                                                                      |
| An XIII                                  |                           | Pimbert                           |                            |                                                                                      |
| 21 novembre 1812                         |                           | Pimbert                           | renouvellement quinquennal |                                                                                      |
| 23 novembre 1819                         |                           | Louis Pimbert (fils du précédent) |                            |                                                                                      |
| 10 octobre 1830                          |                           | Louis Guettier                    | Orléaniste                 | aide Louis Philippe en 1848                                                          |
| 20 août 1837                             | Démission                 | Florentin Couyère                 |                            |                                                                                      |
| 9 juillet 1845                           | Démission                 | Alphonse Napoléon d'Hautpoul      | « nommé »                  | Saint-cyrien (7e promotion : 1824-1826)                                              |
| 7 avril 1852                             |                           | Léon Lesieur                      | « nommé »                  |                                                                                      |
| 25 mars 1855                             |                           | Baron Nicolas Clary               |                            |                                                                                      |
| 11 septembre 1865                        |                           | Émile Leclercq de Lannoy          | « nommé » (28 aout)        | Administrateur des messageries nationales                                            |
| 1878                                     |                           | Adolphe Durand-Couyère            | Républicain                |                                                                                      |
| 18 avril 1884                            |                           | Adolphe Durand                    | ( -Couyère)                |                                                                                      |
| 24 avril 1898                            |                           | Ernest Charles Coutant            |                            | Inspecteur général de l'Instruction publique                                         |
| 1904                                     | 1910                      | Eugène Letellier                  |                            | Directeur du Journal                                                                 |
| 1910                                     | Démission 10 février 1913 | Michel Pelletier                  |                            | Avocat                                                                               |
| 6 avril 1913                             | Démission 1919            | Auguste Vimard                    |                            |                                                                                      |
| décembre 1919                            |                           | André Demazure                    |                            | Avocat                                                                               |
| 2 décembre 1934                          | Démission 1951            | Fernand Moureaux                  |                            | Propriétaire de Suze                                                                 |
| 2 décembre 1951                          | 21 mars 1959              | Pierre Cassagnavere               |                            |                                                                                      |
| 21 mars 1959                             | 28 mars 1971              | Charles Lainé                     |                            | Notaire                                                                              |
| 28 mars 1971                             | 13 mars 1983              | Jean-Charles Médard de Hersé      |                            | Administrateur des cures marines                                                     |
| 13 mars 1983                             | juillet 2020              | Christian Cardon                  | UDF, puis DVD              | Conseiller à la Cour des comptes, suppléant de la députée Nicole Ameline (2007-2017) |
| juillet 2020                             | En cours                  | Sylvie de Gaetano                 | SE                         | Avocate, ancienne adjointe de Christian Cardon                                       |
| Les données manquantes sont à compléter. |                           |                                   |                            |                                                                                      |

## Démographie
L'évolution du nombre d'habitants est connue à travers les recensements de la population effectués dans la commune depuis 1793. Pour les communes de moins de 10 000 habitants, une enquête de recensement portant sur toute la population est réalisée tous les cinq ans, les populations de référence des années intermédiaires étant quant à elles estimées par interpolation ou extrapolation. Pour la commune, le premier recensement exhaustif entrant dans le cadre du nouveau dispositif a été réalisé en 2008.
En 2022, la commune comptait 4 624 habitants, en évolution de −0,39 % par rapport à 2016 (Calvados : +1,58 %, France hors Mayotte : +2,11 %).
| 1793 | 1800 | 1806  | 1821  | 1831  | 1836  | 1841  | 1846  | 1851  |
| ---- | ---- | ----- | ----- | ----- | ----- | ----- | ----- | ----- |
| 938  | 628  | 1 072 | 1 236 | 1 464 | 1 673 | 1 887 | 2 267 | 3 504 |

| 1856  | 1861  | 1866  | 1872  | 1876  | 1881  | 1886  | 1891  | 1896  |
| ----- | ----- | ----- | ----- | ----- | ----- | ----- | ----- | ----- |
| 4 163 | 5 200 | 5 694 | 5 761 | 5 886 | 6 263 | 6 308 | 6 243 | 6 264 |

| 1901  | 1906  | 1911  | 1921  | 1926  | 1931  | 1936  | 1946  | 1954  |
| ----- | ----- | ----- | ----- | ----- | ----- | ----- | ----- | ----- |
| 6 137 | 6 401 | 6 190 | 6 262 | 6 514 | 6 465 | 6 182 | 7 585 | 7 040 |

| 1962  | 1968  | 1975  | 1982  | 1990  | 1999  | 2006  | 2008  | 2013  |
| ----- | ----- | ----- | ----- | ----- | ----- | ----- | ----- | ----- |
| 6 622 | 6 429 | 6 618 | 6 008 | 5 607 | 5 411 | 4 992 | 4 864 | 4 728 |

| 2018  | 2022  | - | - | - | - | - | - | - |
| ----- | ----- | - | - | - | - | - | - | - |
| 4 614 | 4 624 | - | - | - | - | - | - | - |

## Économie

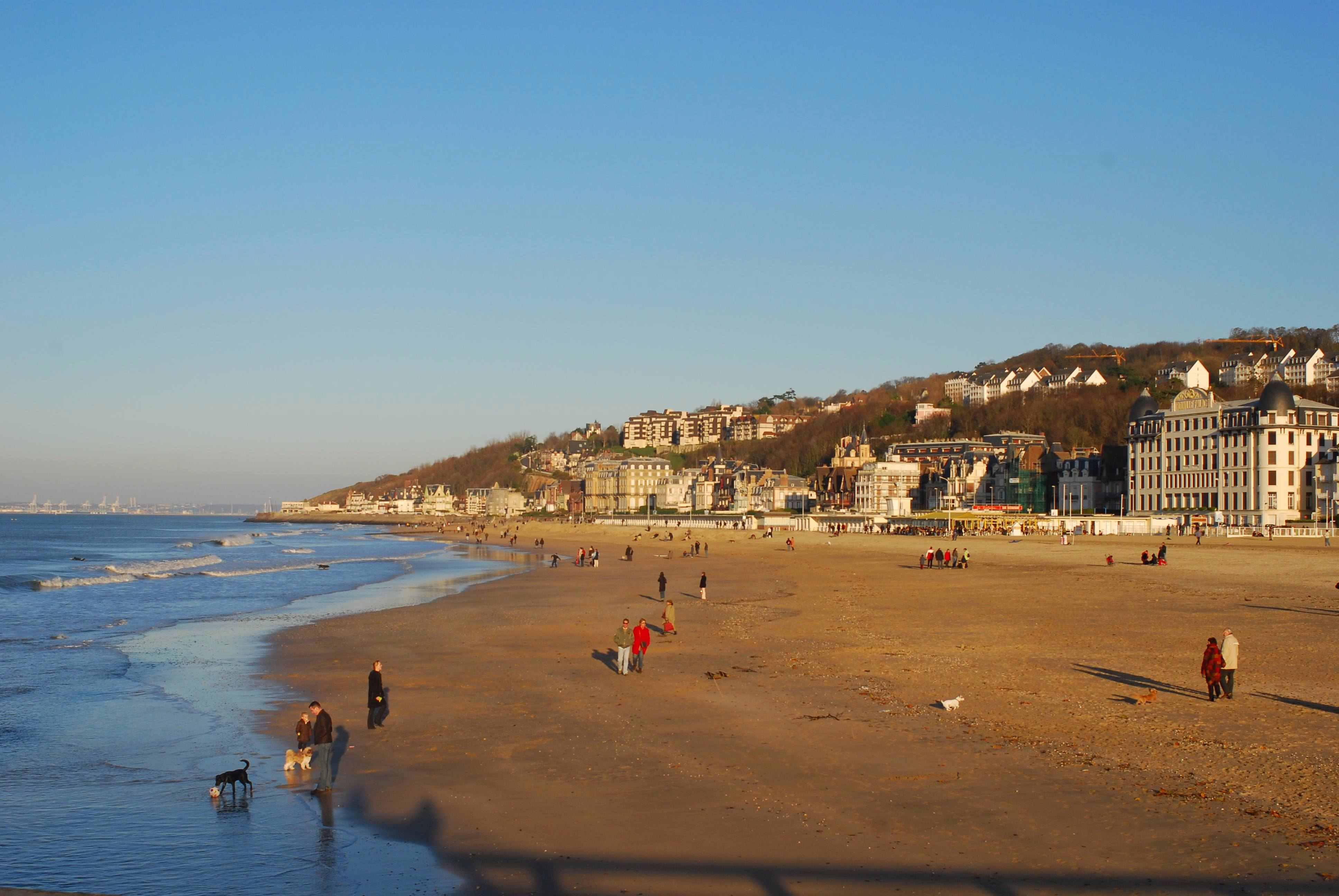
La plage de Trouville en hiver.

Le tourisme est la principale activité économique de la ville, avec un camping de 200 places, 14 hôtels, dont un cinq étoiles et quatre trois étoiles, un casino Barrière (le 21e de France par le produit des jeux), employant 110 salariés, des restaurants, dont les brasseries du quai (50 salariés) et un centre de thalassothérapie.
Trouville conserve également une petite activité de pêche (25 à 30 chalutiers).
Le BTP est représenté par les maçonneries Lambert (35 salariés) et Lemétayer (30 salariés), les revêtements Laîné (30 salariés) et les charpentes Santos (20 salariés).

## Tourisme
Trouville-sur-Mer est une station balnéaire populaire, en particulier pour sa proximité de Paris (environ deux heures de route ou de train). Elle attire, en particulier pour sa plage longue de 1,2 kilomètre et ses planches, un tourisme assez familial et « cultive son patrimoine architectural et culturel ainsi qu'une certaine douceur de vivre ». Elle développe également une clientèle de curistes.

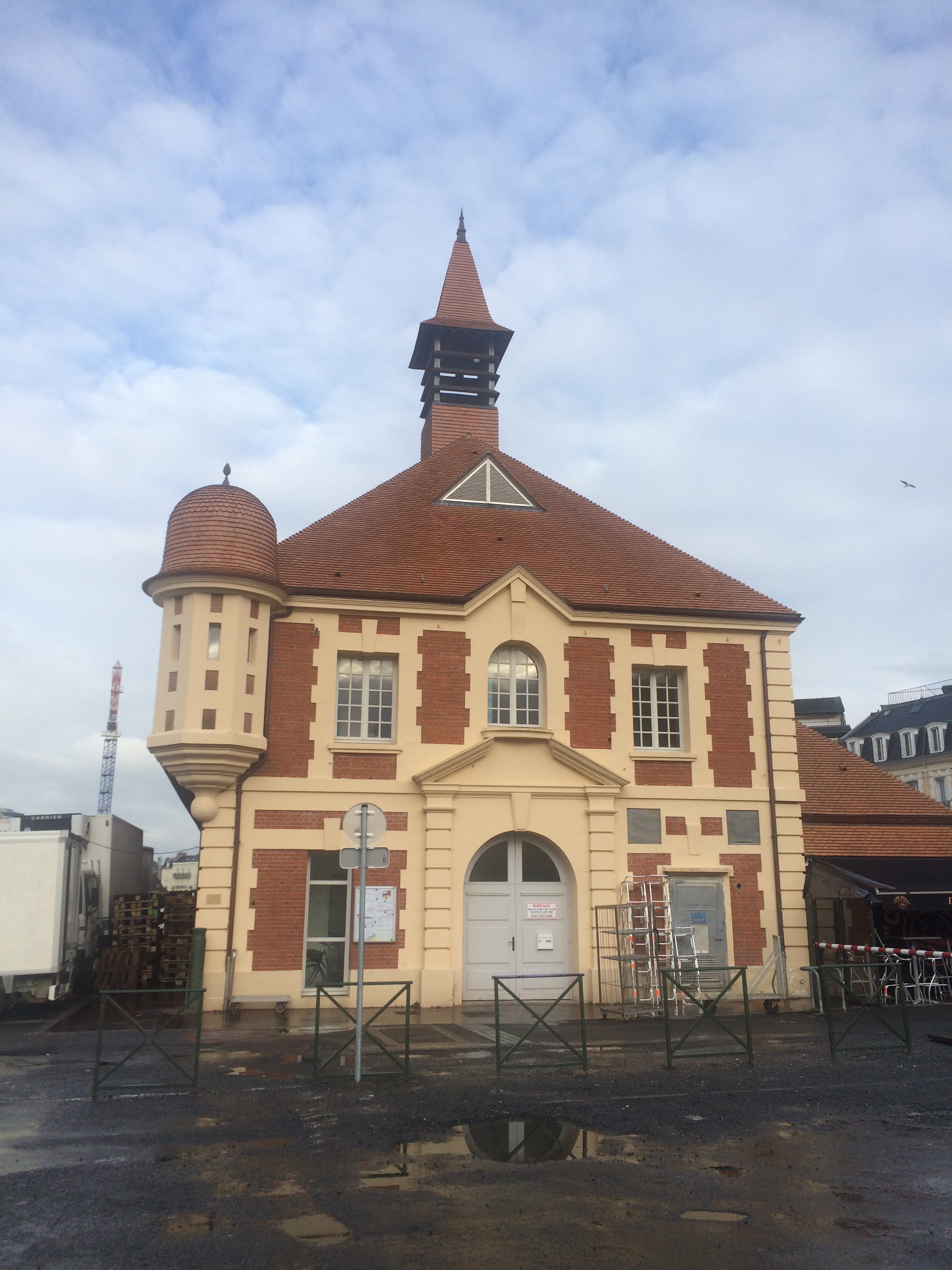
Marché aux poissons.
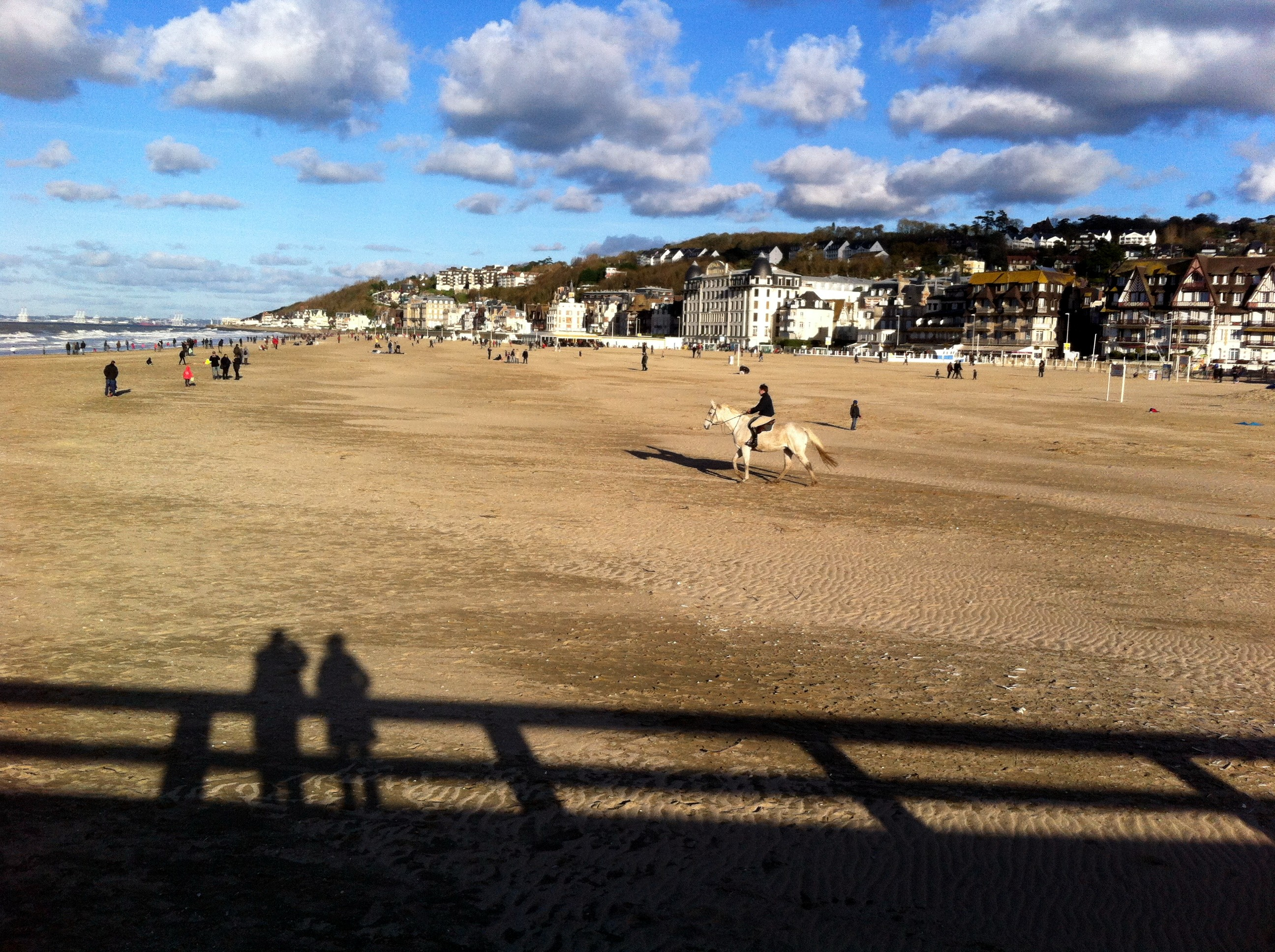
Plage de Trouville en automne.
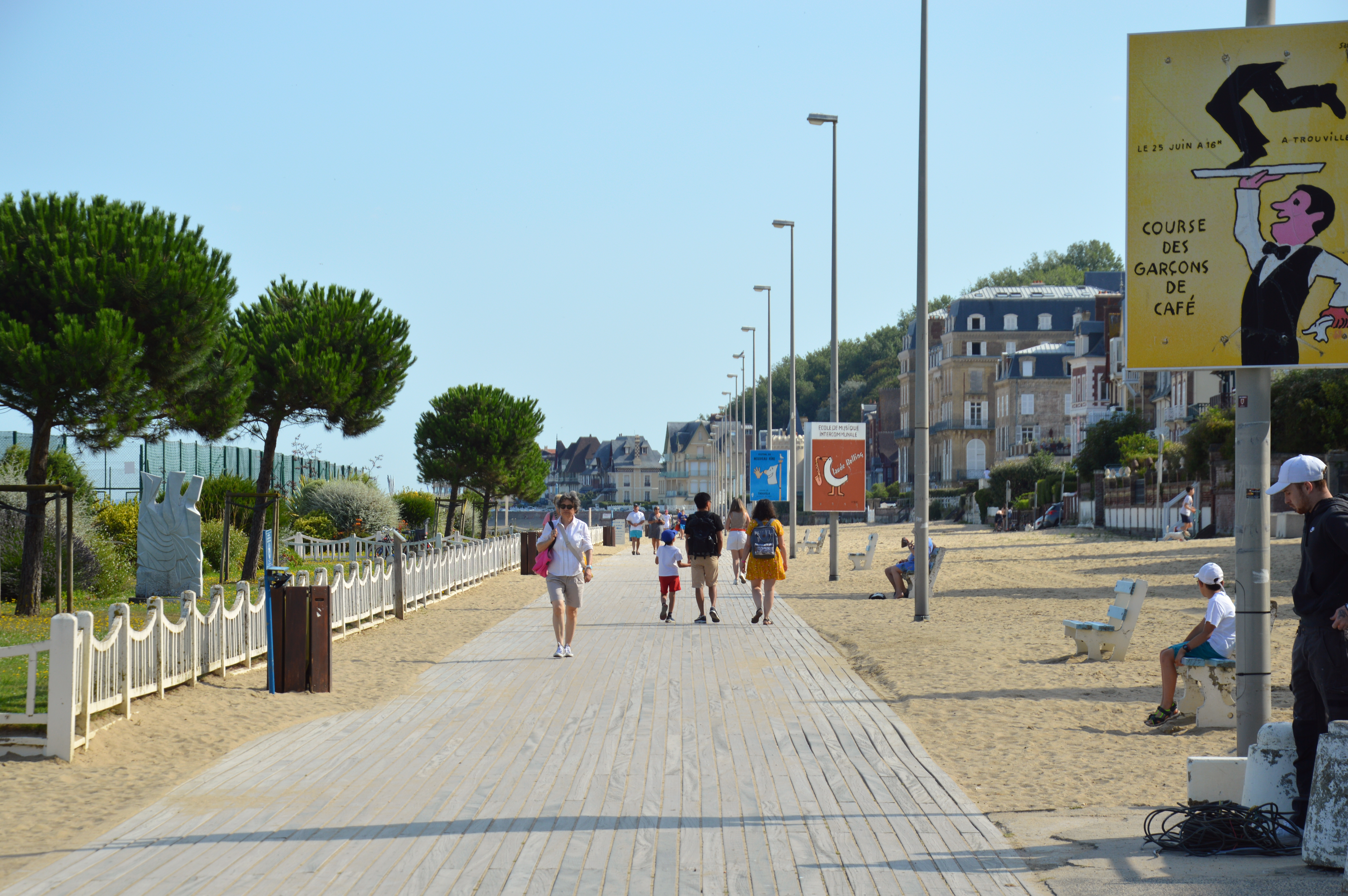
Promenade des planches.
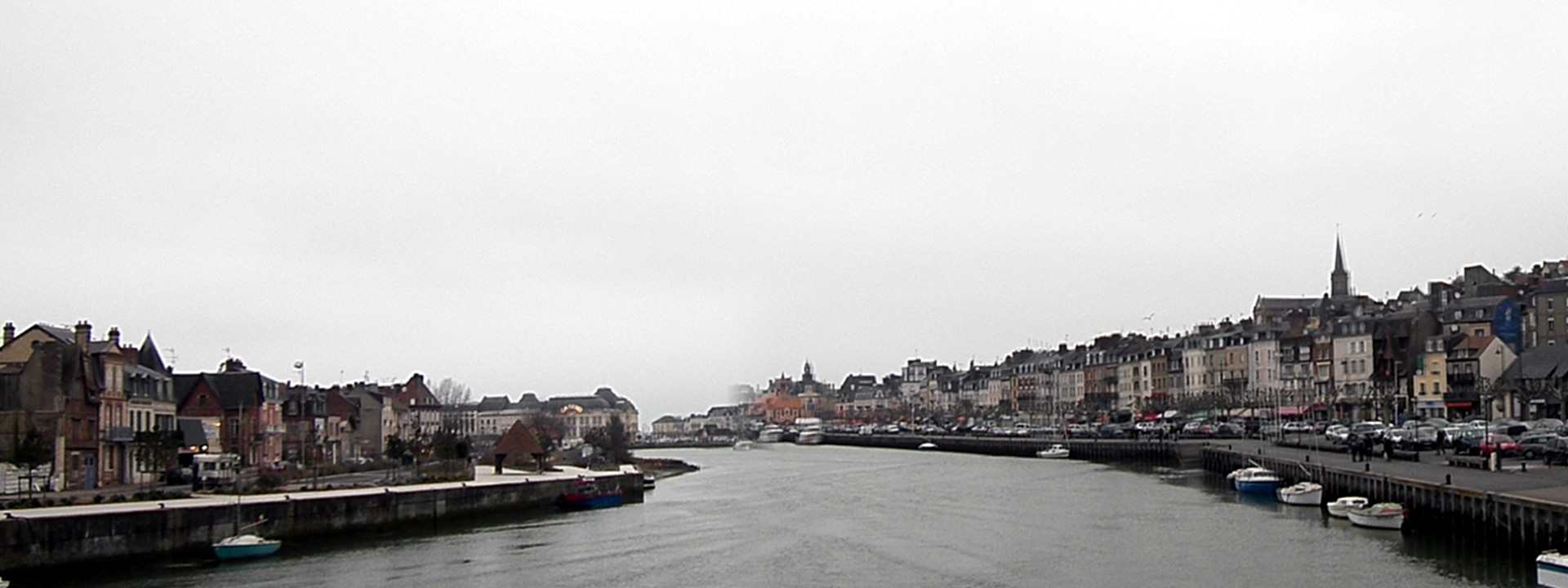
Le port vu du pont des Belges.

### Médias
Plusieurs journaux ont été publiés à Trouville-sur-Mer :
- Journal de Trouville et de ses environs puis Journal de Trouville et de Deauville (1858-1868)
- La Plage (1859-1903)
- L'Avenir trouvillais (1867-1875)
- L'Avenir de Trouville et de Deauville (1876-1944)
- Le Progrès du littoral (1884-1887)
- Journal de Trouville-Deauville (1887-1888)
- La Dépêche trouvillaise (1893)
- Le Petit normand (1893) propriétaire Jehan Soudan de Pierrefitte
- Trouville Gazette (1893-1914)
- Paris-Trouville et Gazette des bains (1897)
- Le Sable (1902-1904)
- L'Impartial normand de Deauville et Trouville (1903-1904)
- Journal de Trouville (1905-1909)
- Trouville-Deauville (1907-1914)
- Le Réveil de Trouville-Deauville (1909-1940)
- La Dépêche de Trouville-Deauville (1914)
- Le Progrès de Trouville-Deauville (1916-1931)
- Trouville-Journal (1919-1931)
- Le Progrès du littoral (1924-1940)
- La Reine des plages (1927-1928)
- Le Courrier de Trouville (1928-1930)
- La Gazette sociale (1936-1939)

## Santé
- Centre hospitalier de la Côte Fleurie

## Culture locale et patrimoine

### Lieux et monuments

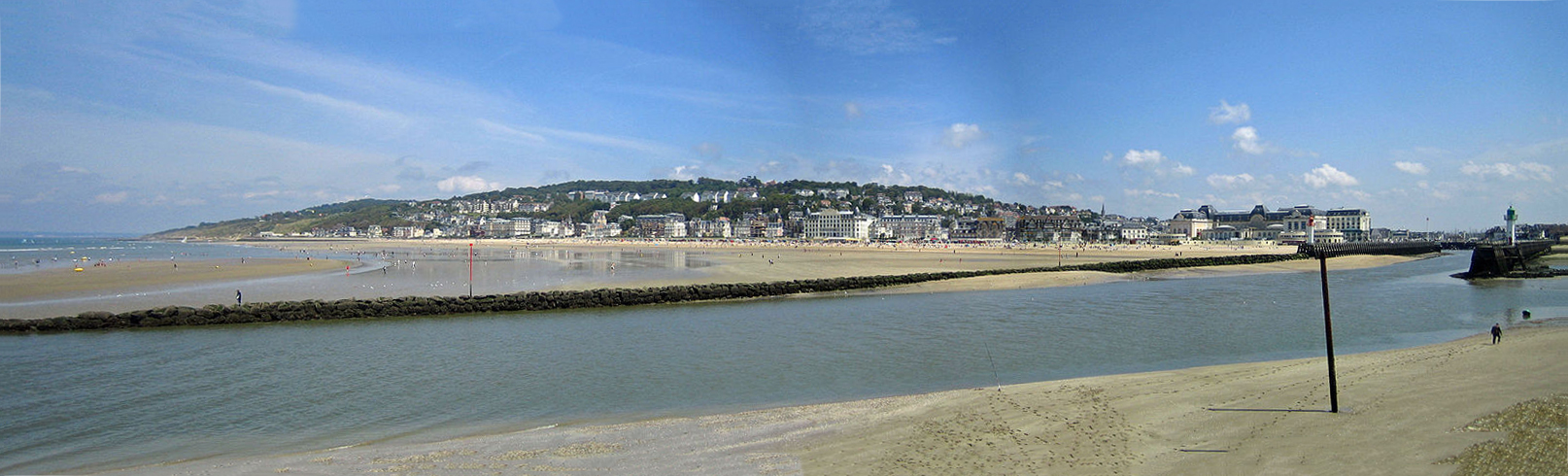
Vue panoramique de la plage et de l'entrée du port.

#### Monuments historiques
La commune abrite six monuments protégés au titre des monuments historiques :
- L'Hôtel des Roches Noires d'Alphonse-Nicolas Crépinet. Ancien palace inauguré en 1866, dont le hall d'entrée fut décoré par Robert Mallet-Stevens en 1924. L'hôtel fut peint par Claude Monet en 1870 et fut le lieu de villégiature de Marcel Proust puis de Marguerite Duras. Inscrit par arrêté du 8 novembre 2000[56]. La façade est en maçonnerie de briques rouges et beige ; le bâtiment comporte deux ailes symétriques et des fenêtres à la française[57].
- La villa Montebello  (1865) de Louis Jean Celinski de Zaremba qui accueille désormais le musée de la ville. Inscrite par arrêté du 16 juillet 1987[58].
- La poissonnerie normande (1936), due aux architectes Maurice Vincent (concepteur), Marcel Davy et Maurice Halley (constructeurs). Gravement endommagée par un incendie le 24 septembre 2006, elle a été reconstruite à l'identique. Inscrite par arrêté du 14 septembre 1992[59].
- Le château d'Aguesseau, situé sur les hauteurs de la ville. Construit au XVIIe siècle à la demande de Robert de Nollent, seigneur de Trouville. Il a été profondément remanié en 1853 à la suite des travaux entrepris par le prince Murat. Inscrit par arrêté du 24 février 1995[60].
- Le bureau de poste (1929), dû à l'architecte Pierre Chirol et inscrit par arrêté du 5 juillet 2010[61]. Il a été fermé puis réaménagé en meublé de tourisme[62]
- Le casino de Trouville-sur-Mer, construit sur le thème de la Louisiane et premier casino à thème d'Europe, construit en 1912 par Alexandre Durville, rénové et décoré par Jacques Garcia[63]. Il est inscrit depuis le 22 décembre 2016[64].

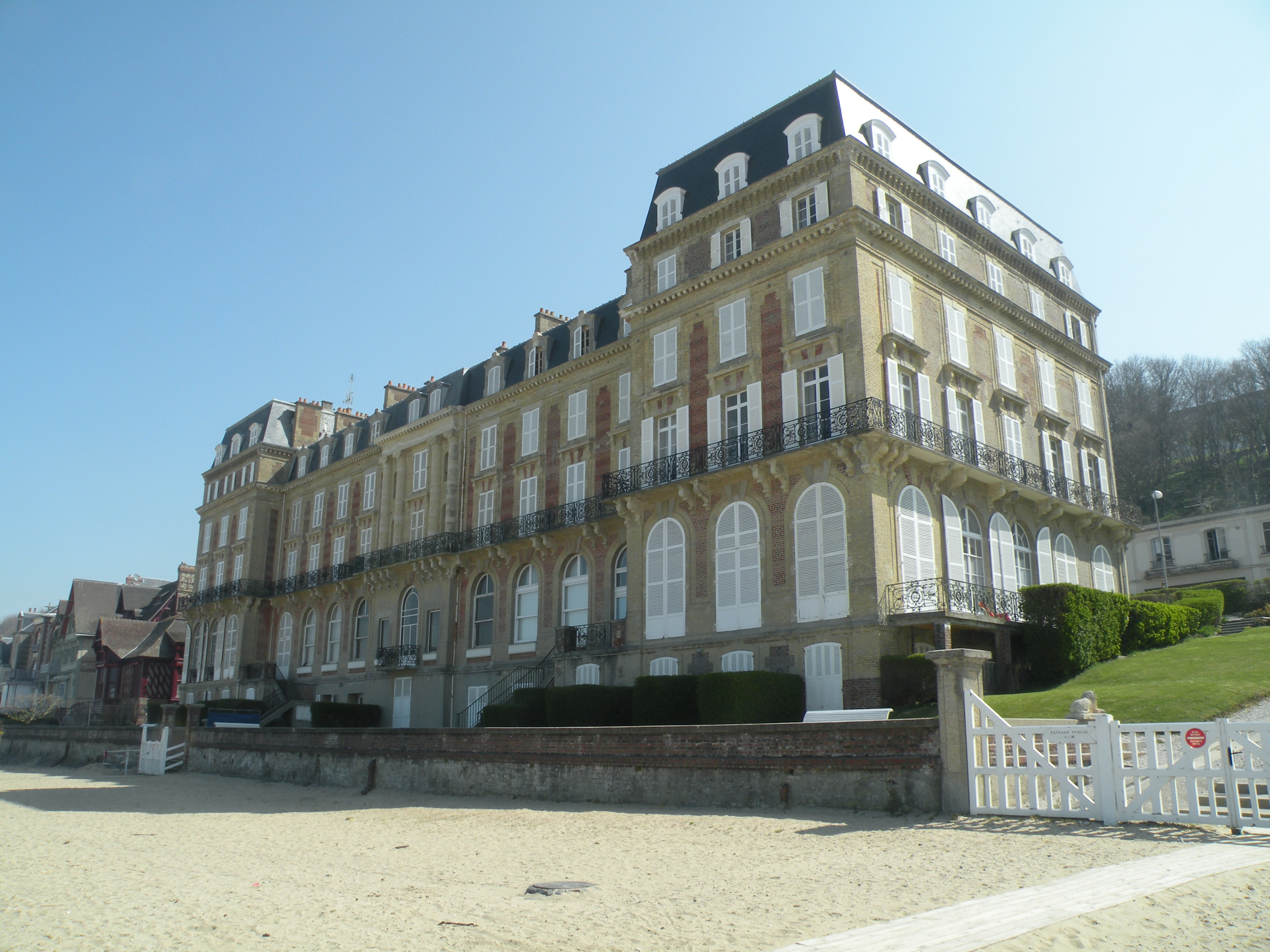
Vu de la plage, l'hôtel des Roches Noires.
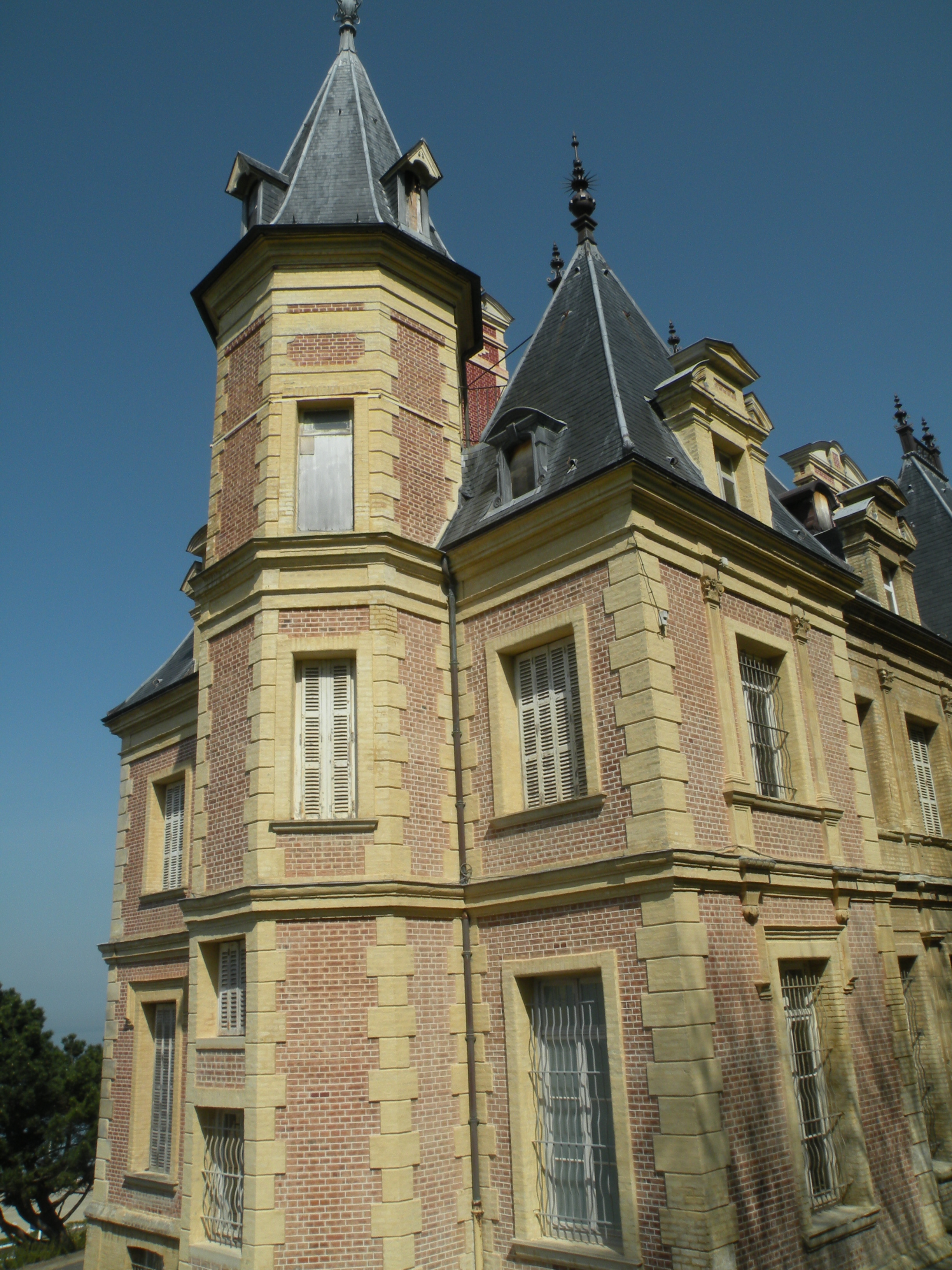
Villa Montebello.
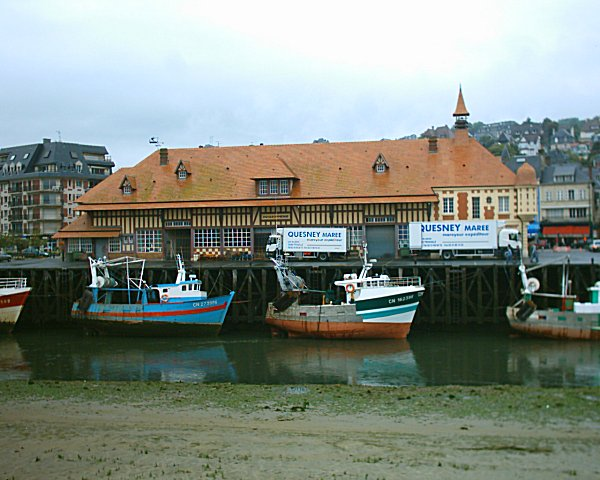
Le marché aux poissons.
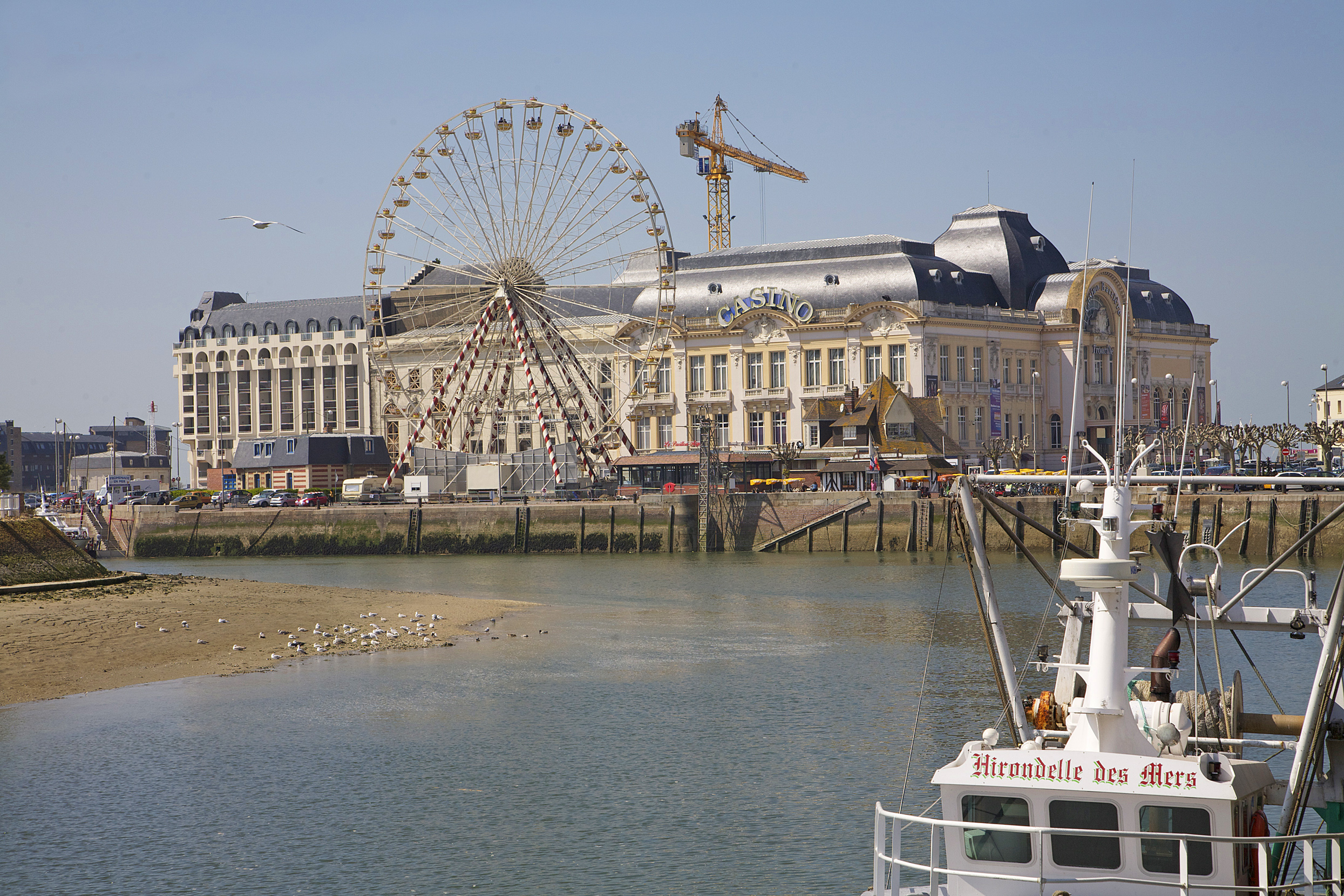
Le casino.

#### Monuments religieux
Trouville possède plusieurs édifices religieux :
- Église Notre-Dame-du-Bon-Secours (XIXe siècle),
- Église Notre-Dame-des-Victoires (XIXe siècle),
- Chapelle Saint-Jean, première église de Trouville, devenue simple chapelle à la suite de la construction de Notre-Dame-des-Victoires[65]
- Petite chapelle Notre-Dame-de-Pitié (ex-votos), chapelle privée, construite au XVIIe siècle par la famille Croix et située rue de la Chapelle,
- Église Saint-Michel d'Hennequeville (VIe – XVIIIe siècle)
- Calvaire de la Corniche

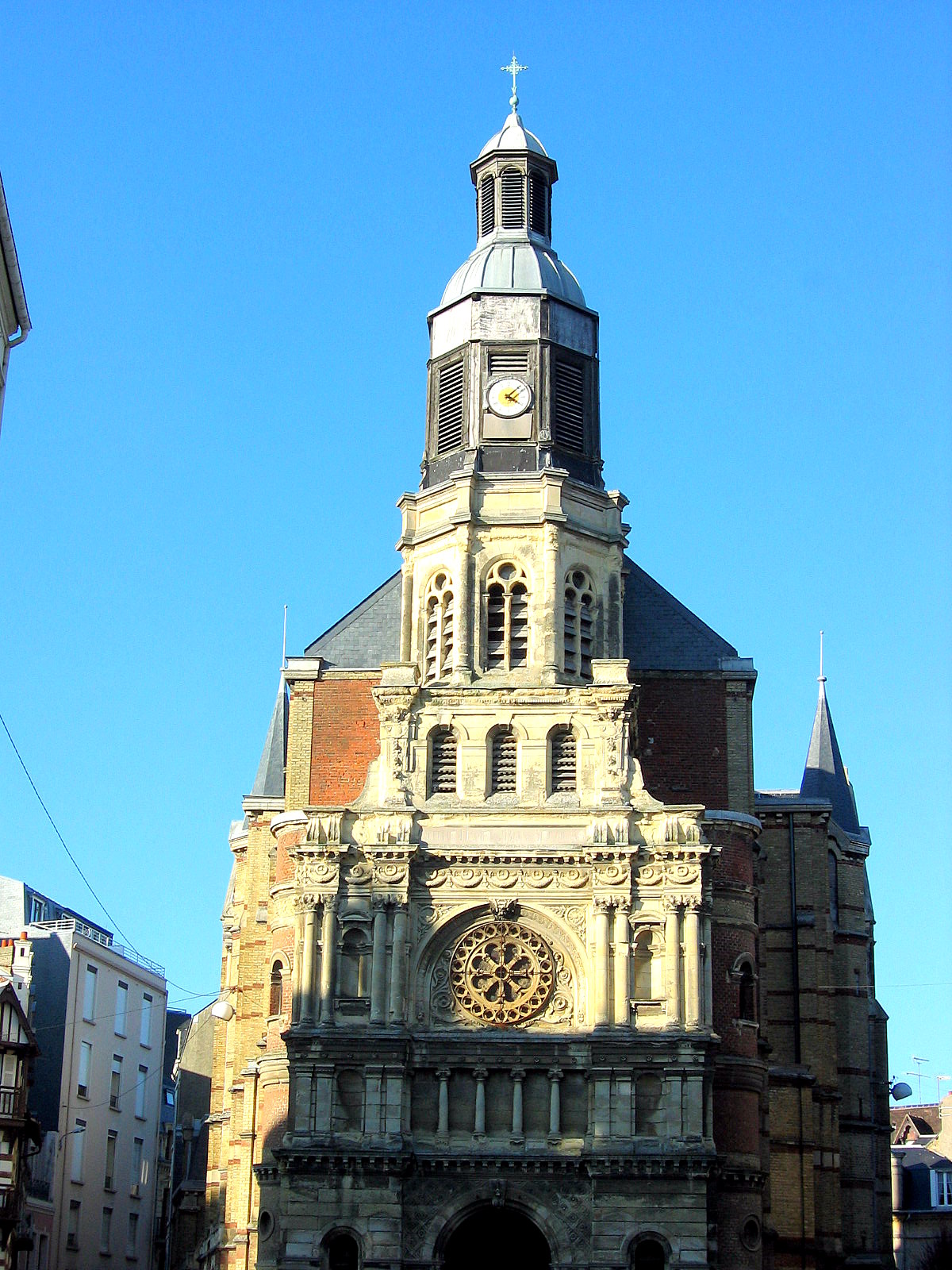
Clocher de l'église Notre-Dame-du-Bon-Secours.
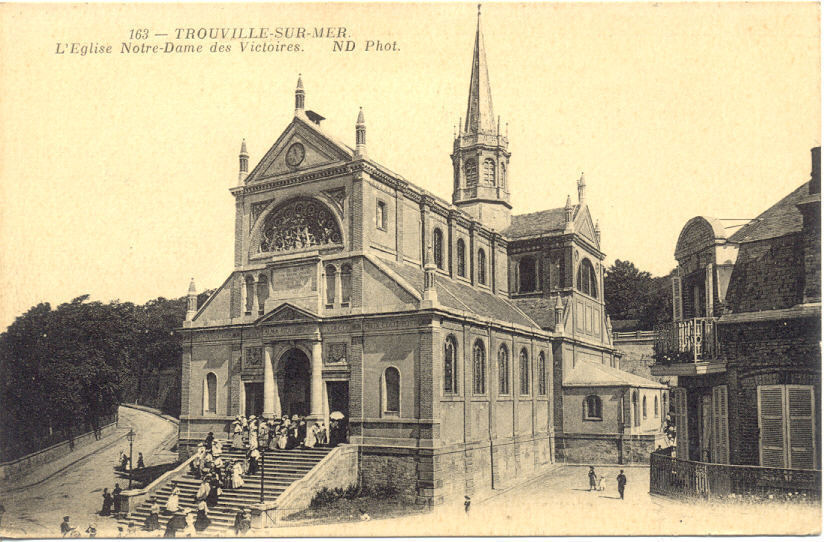
Église Notre-Dame-des-Victoires.

### Autres édifices
- le Trouville-Palace ouvert en 1910, premier hôtel de cette époque à disposer d'un ascenseur et à équiper ses 200 chambres de sanitaires individuels[66].
- Les villas du bord de mer aux styles architecturaux variés :
  - Le chalet Mozin et la tour Malakoff, résidences de Charles Mozin[67] ;
  - La villa Sidonia ou Villa Honoré, de style Renaissance, seule villa du front de mer à ne pas avoir été divisée en appartements[68]. Elle fut construite pour le banquier parisien Alfred Honoré par l'architecte Désiré Devrez en 1868[69] ;
  - La villa persane, de style orientalisant, de Hélie de Talleyrand-Périgord et Anna Gould, figure de Mme Luxembourg dans À la recherche du temps perdu de Marcel Proust, habitué des lieux[68] ;
  - Les pavillons ou chalets Bouin, villas jumelles construites par un père pour ses deux filles jumelles[68] ;
  - La villa Les Flots, qui accueillit Gustave Eiffel et sa famille[70]
  - Villa Thénard, construite par la famille de Louis Jacques Thénard, qui donna aussi son nom à la place Thénard voisine.
- L'hôtel de ville de 1911, par l'architecte Laurent Farge.
- La jetée promenade construite en bois.
- La statue de Gustave Flaubert (d'une hauteur d'1,84 m) est située place Foch. Inaugurée en 1954, il s'agit d'une reproduction d'une pièce en bronze réalisée par Léopold Bernstamm en 1907 sur la place des Carmes à Rouen. Flaubert avait le regard tourné vers la fenêtre d'Elisa Schlesinger au 2e étage de l'hôtel Bellevue. Une plaque en cuivre, apposée à l'occasion du bicentenaire de la naissance de l'écrivain, évoque son lien avec la ville.

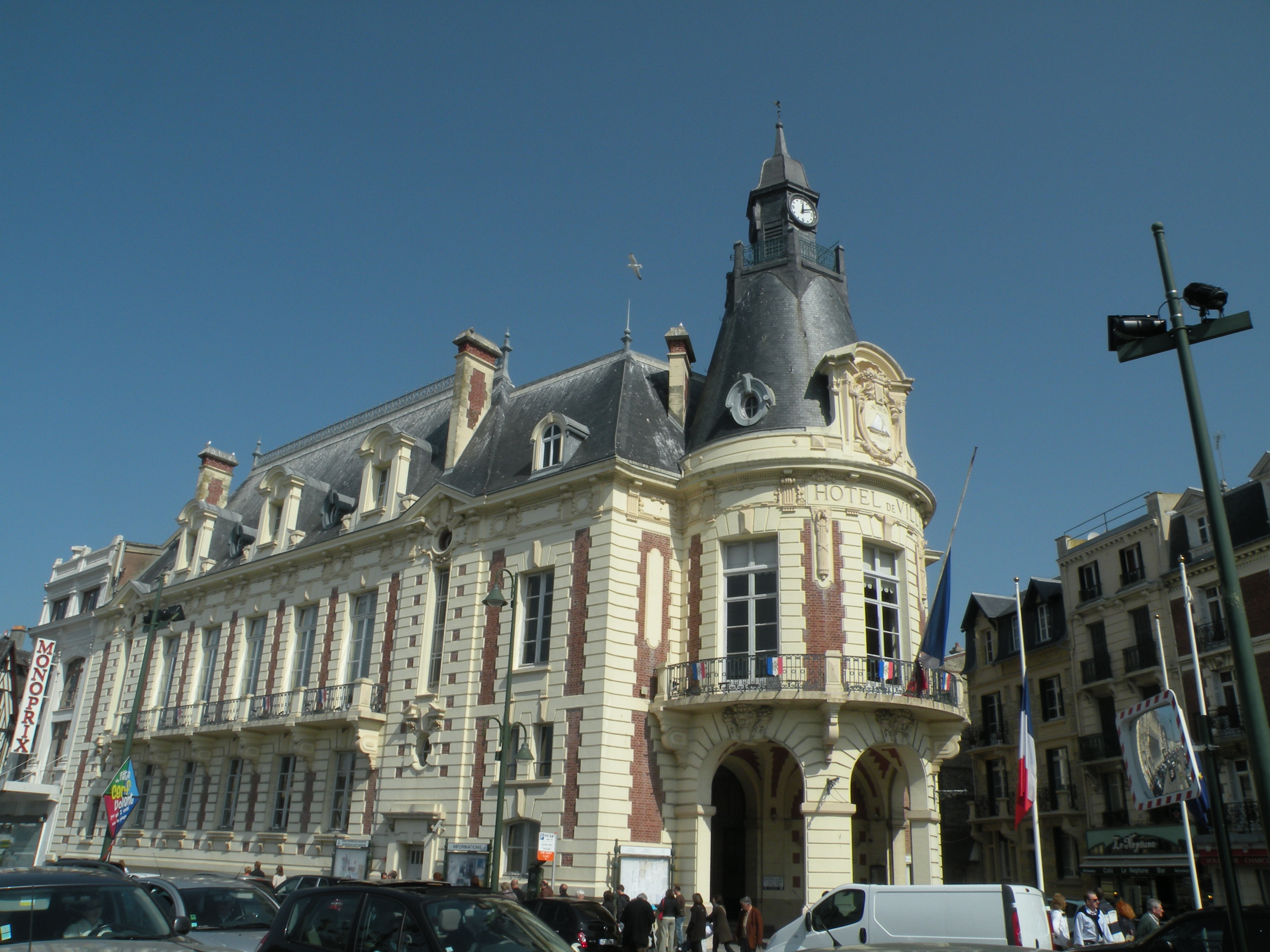
La mairie.
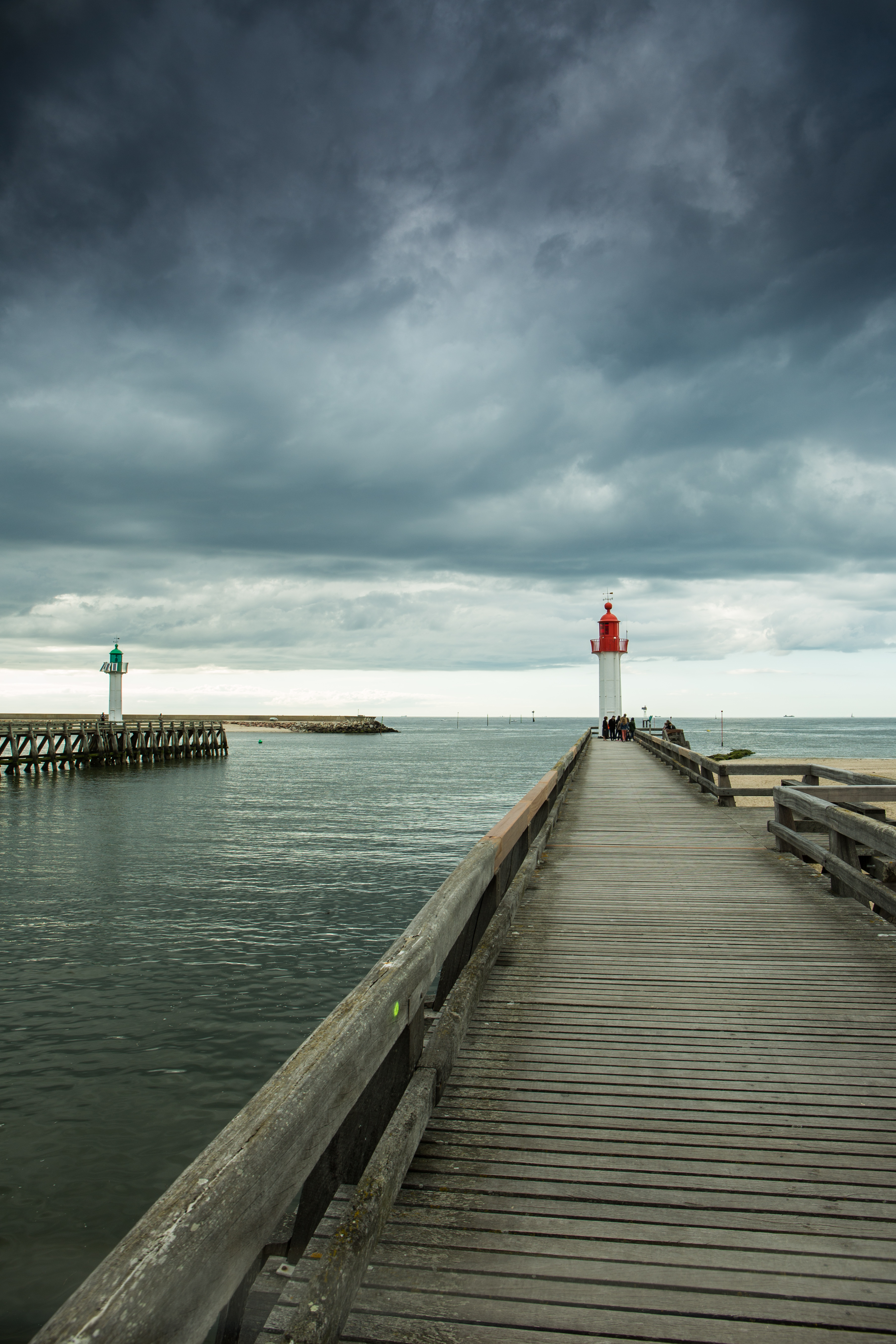
Phares de Trouville-sur-Mer (en rouge) et de Deauville (en vert).
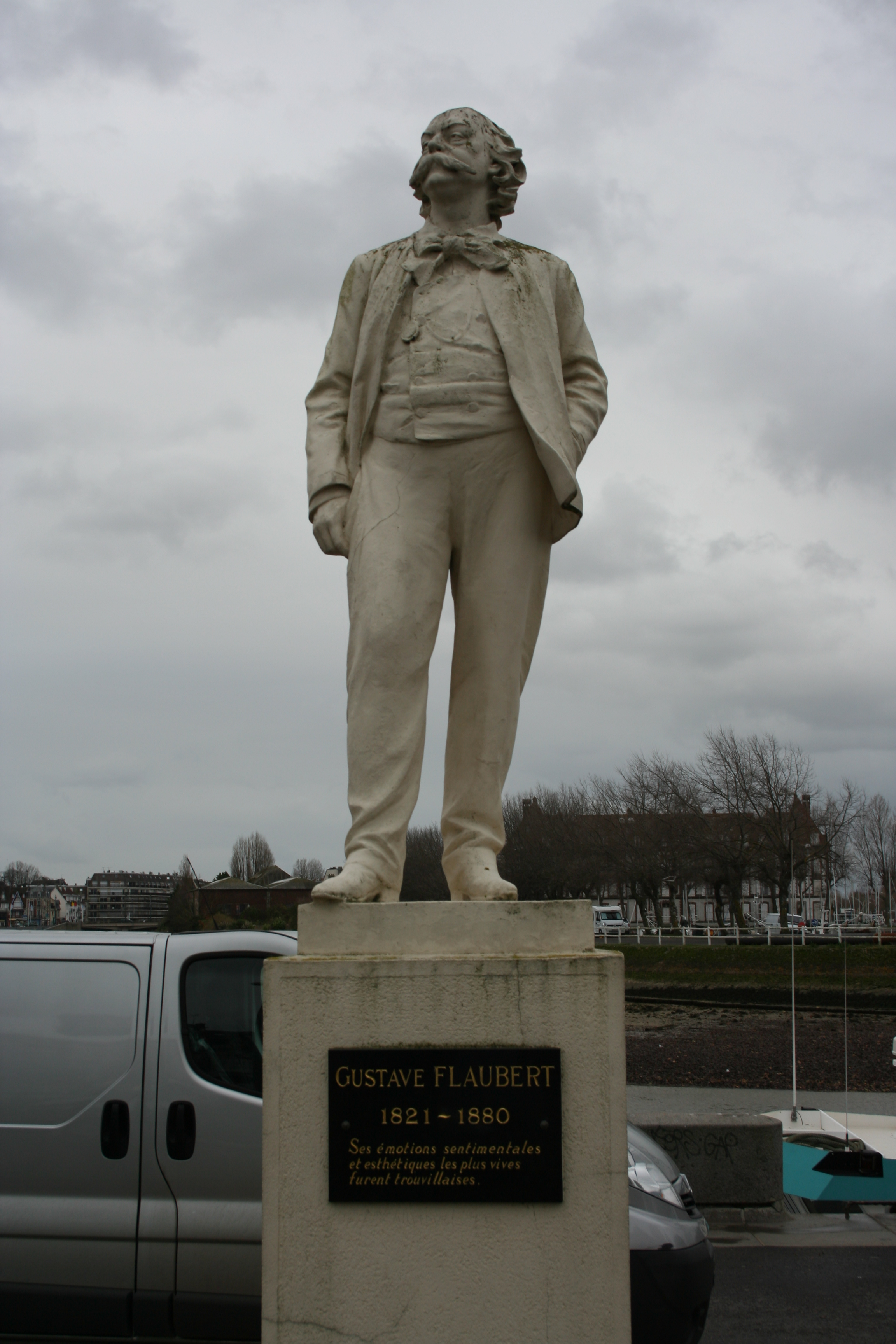
Statue de Gustave Flaubert.

### Trouville dans la peinture
C'est dans la peinture que la ville est particulièrement présente, représentée par Claude Monet qui y peint 7 tableaux, Pierre-Auguste Renoir (Les hauteurs de Trouville, 1885), Gustave Caillebotte, Charles Mozin, Camille Corot, Albert Marquet, Otto von Thoren, Fernand Léger (Trouville, 1921), etc.

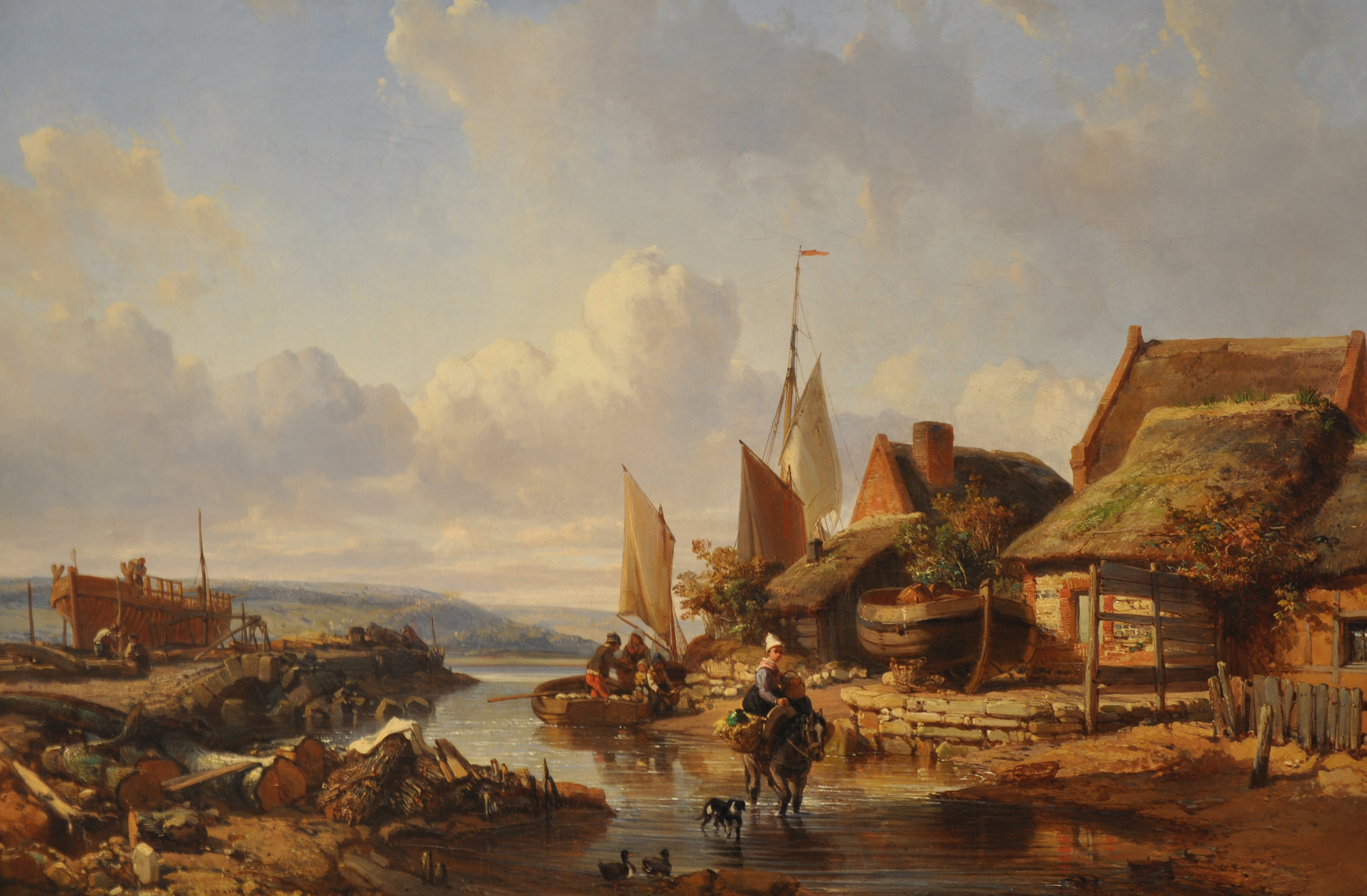
Charles Mozin, Le Quernet, musée de Trouville - Villa Montebello.
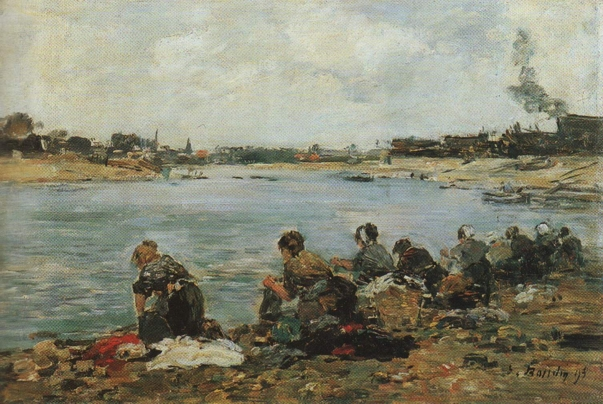
Eugène Boudin, Laveuses au bord de la Touques (1884), Baden, Museum Langmatt.
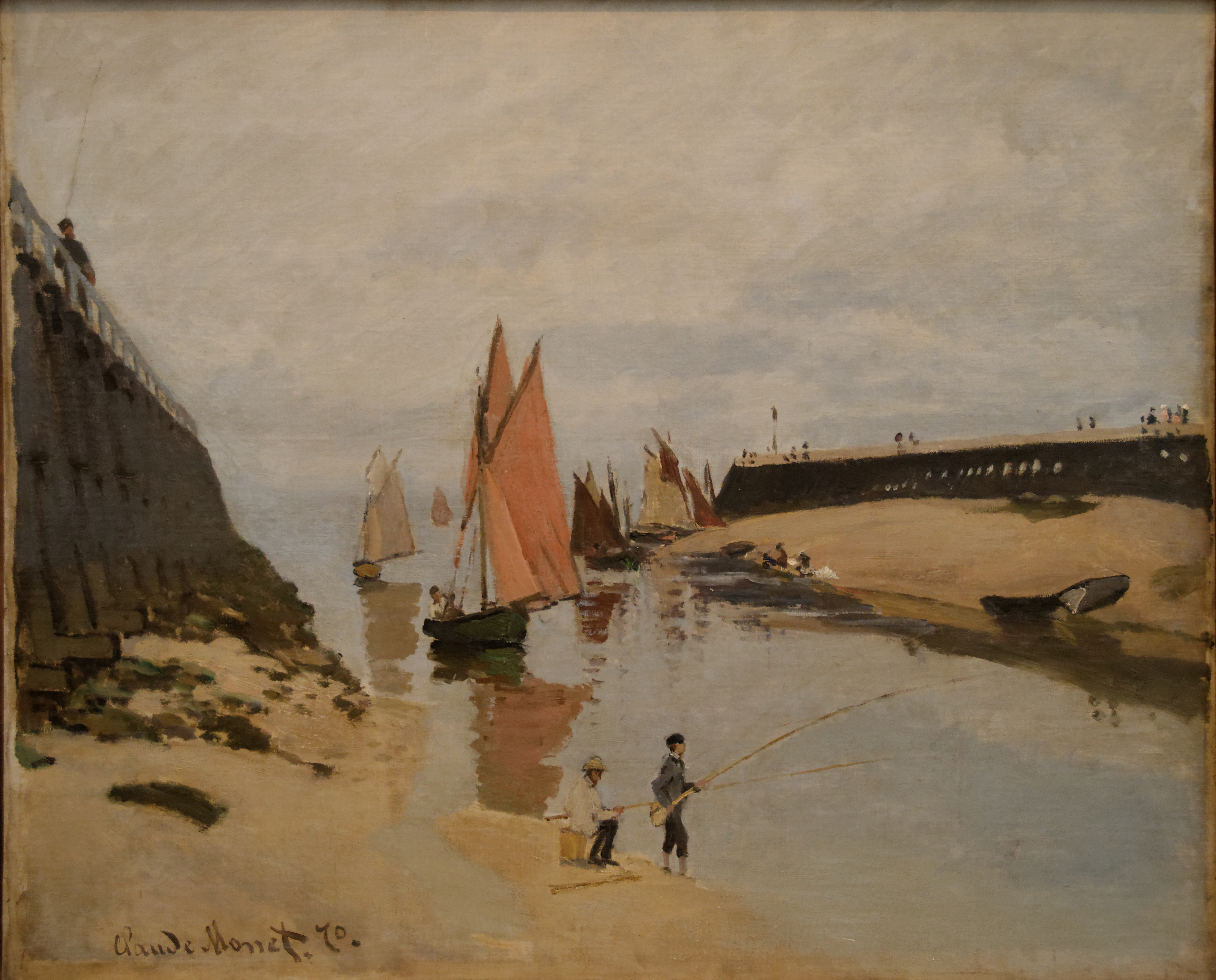
Claude Monet, Le Port de Trouville (1870), Musée des beaux-arts de Budapest.
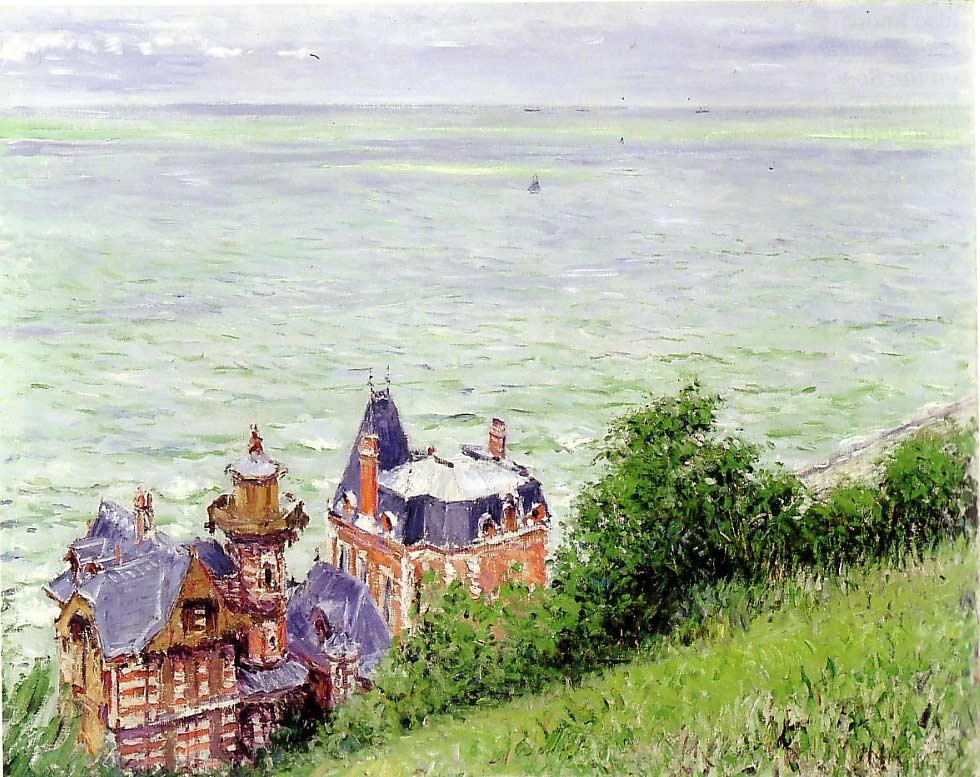
Gustave Caillebotte, Villas à Trouville (1882, Cleveland Museum of Art).

Le peintre Eugène Boudin fut l'un de ceux qui peignit le plus la ville et sa société.

Le Trouville d'Eugène Boudin au XIXe siècle
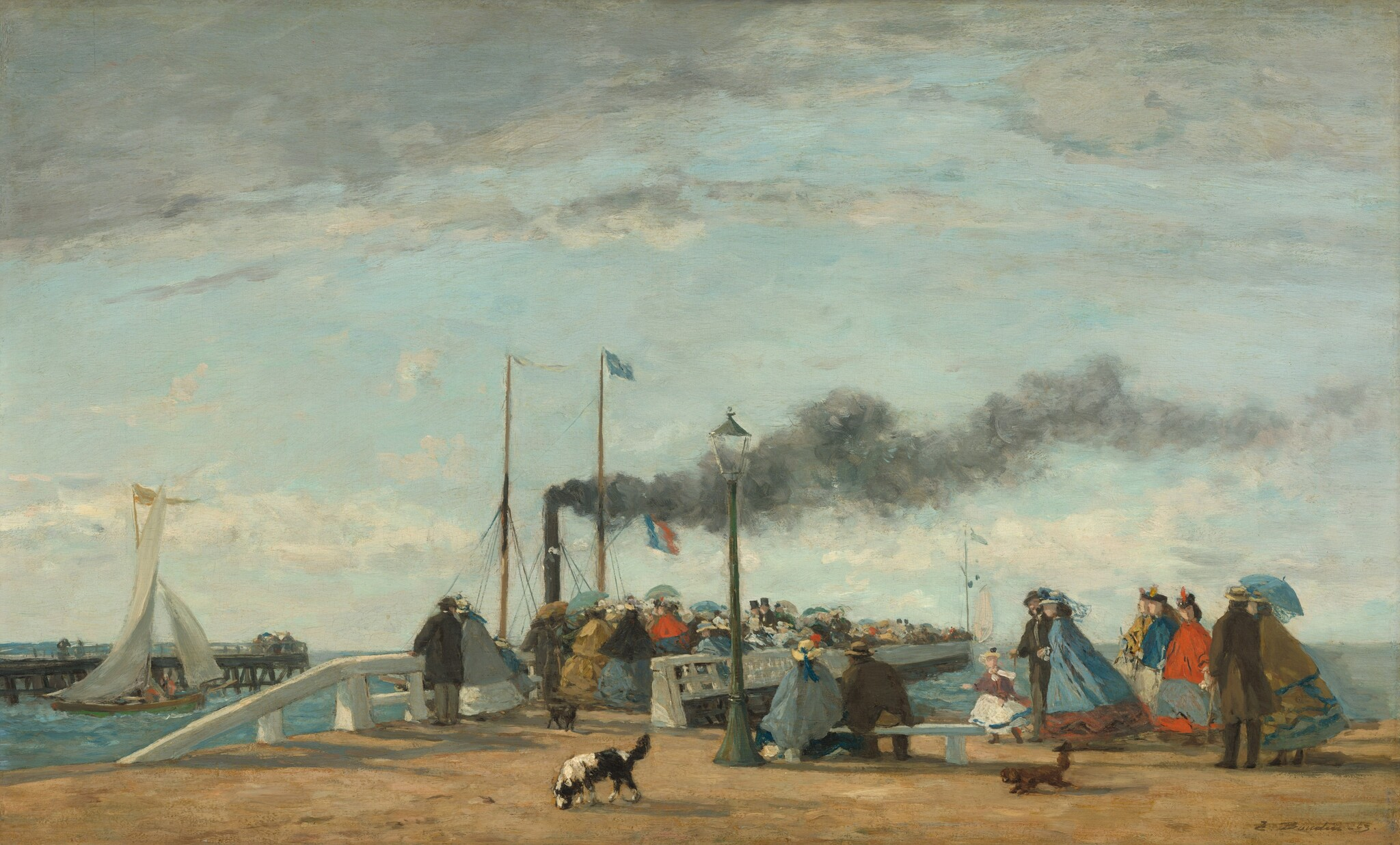
Jetée et quai à Trouville, 1863, Washington, National Gallery of Art.
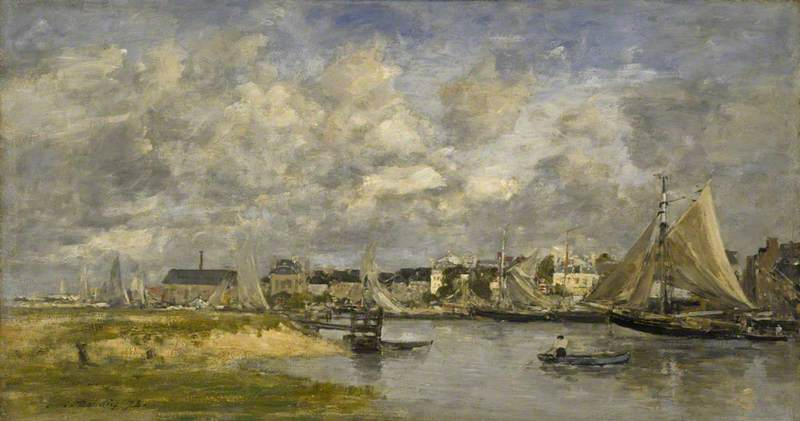
Trouville, le Port, 1873, Édimbourg, Galerie nationale d'Écosse.
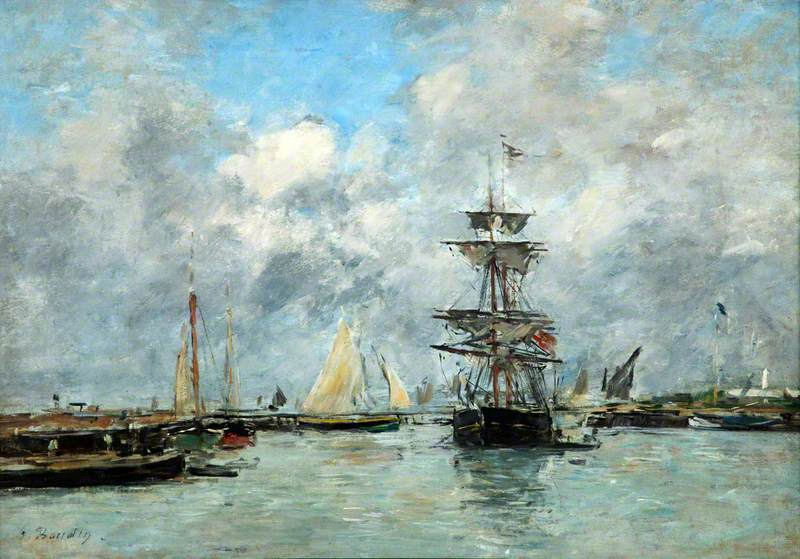
Le Port de Trouville, 1880-1885, Manchester Art Gallery.
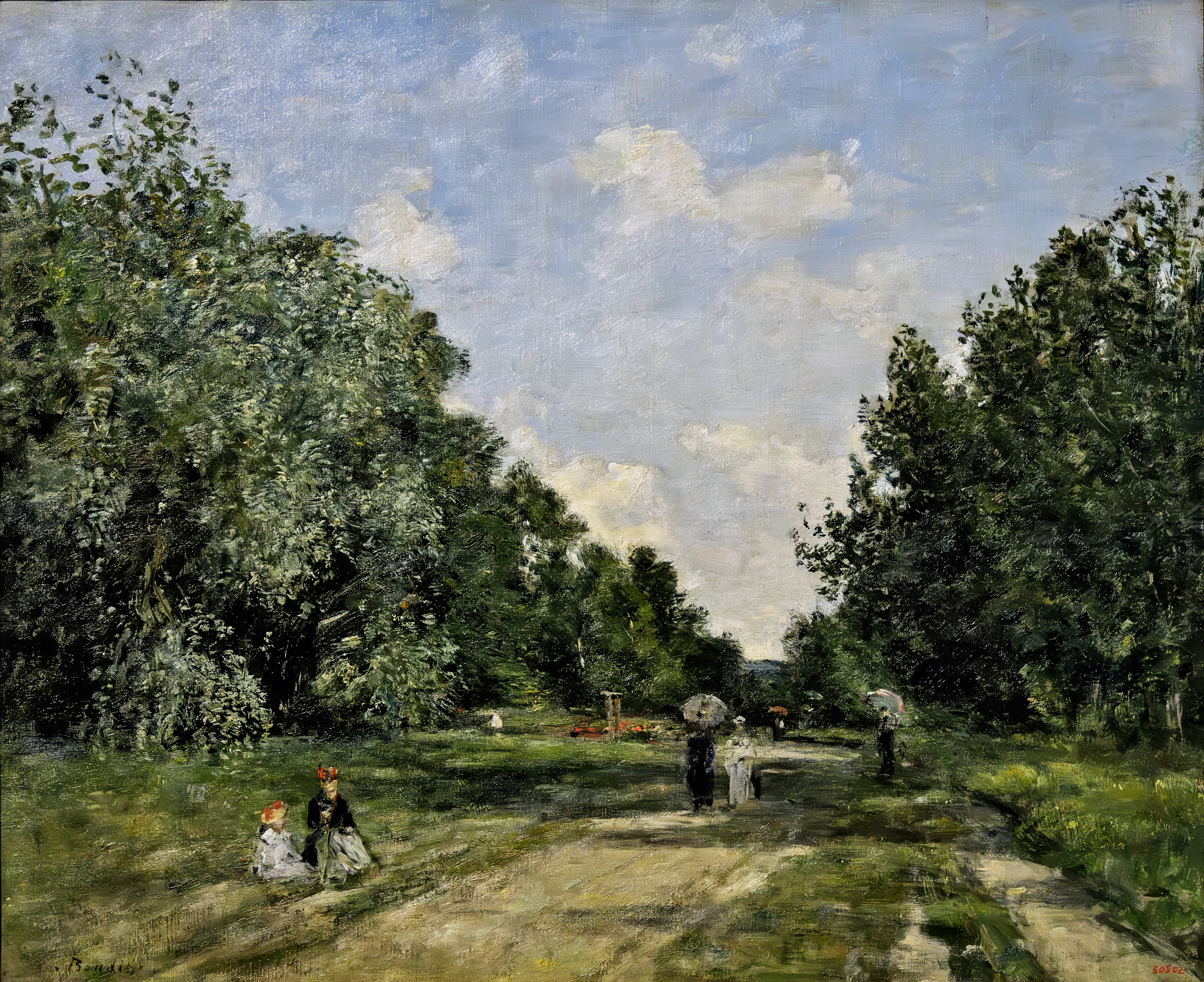
Le Parc Cordier à Trouville, 1880-1885, musée national d'Art de Catalogne.
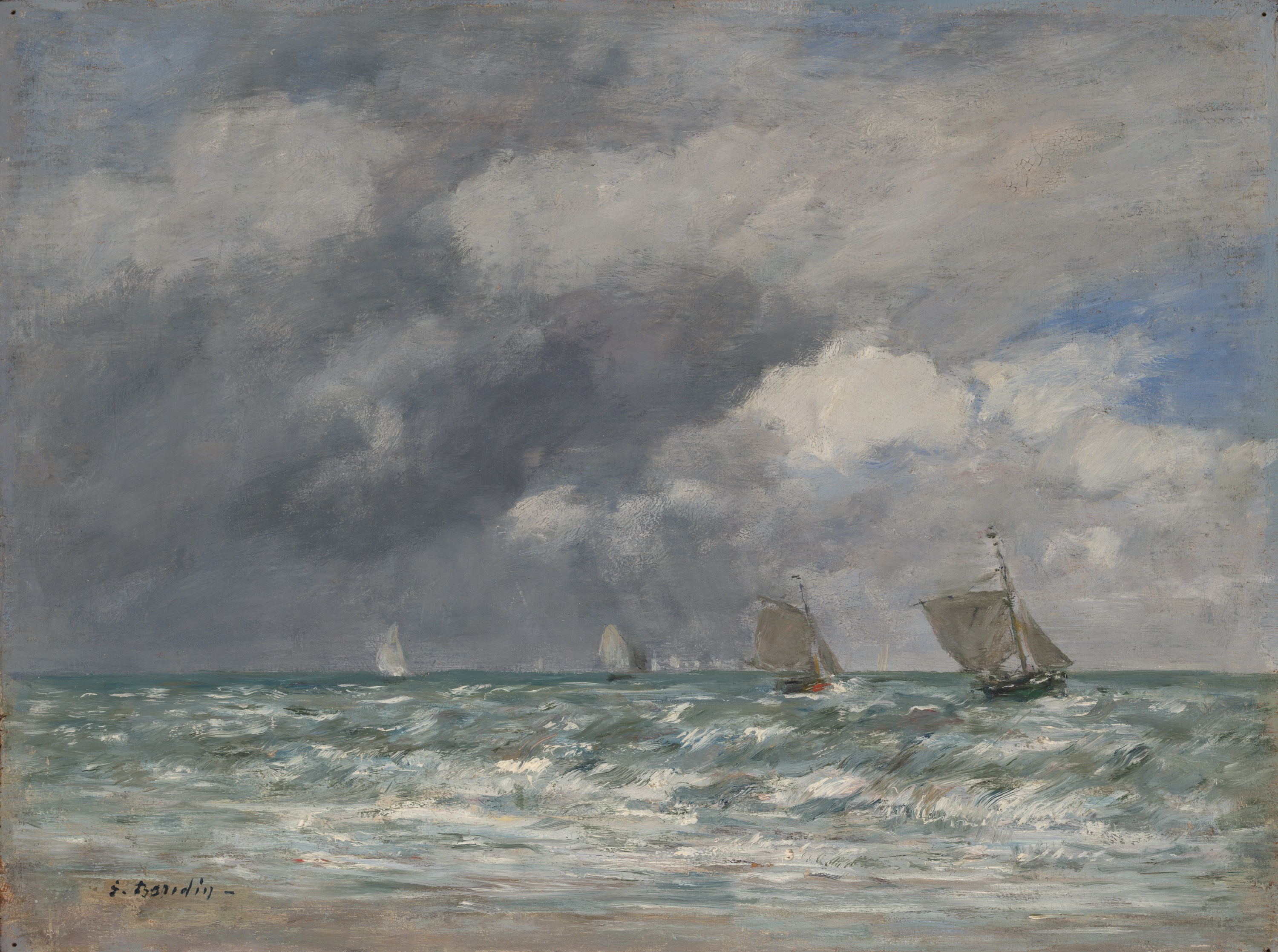
Voiliers près de Trouville, 1885-1890, New Haven, Yale University Art Gallery.
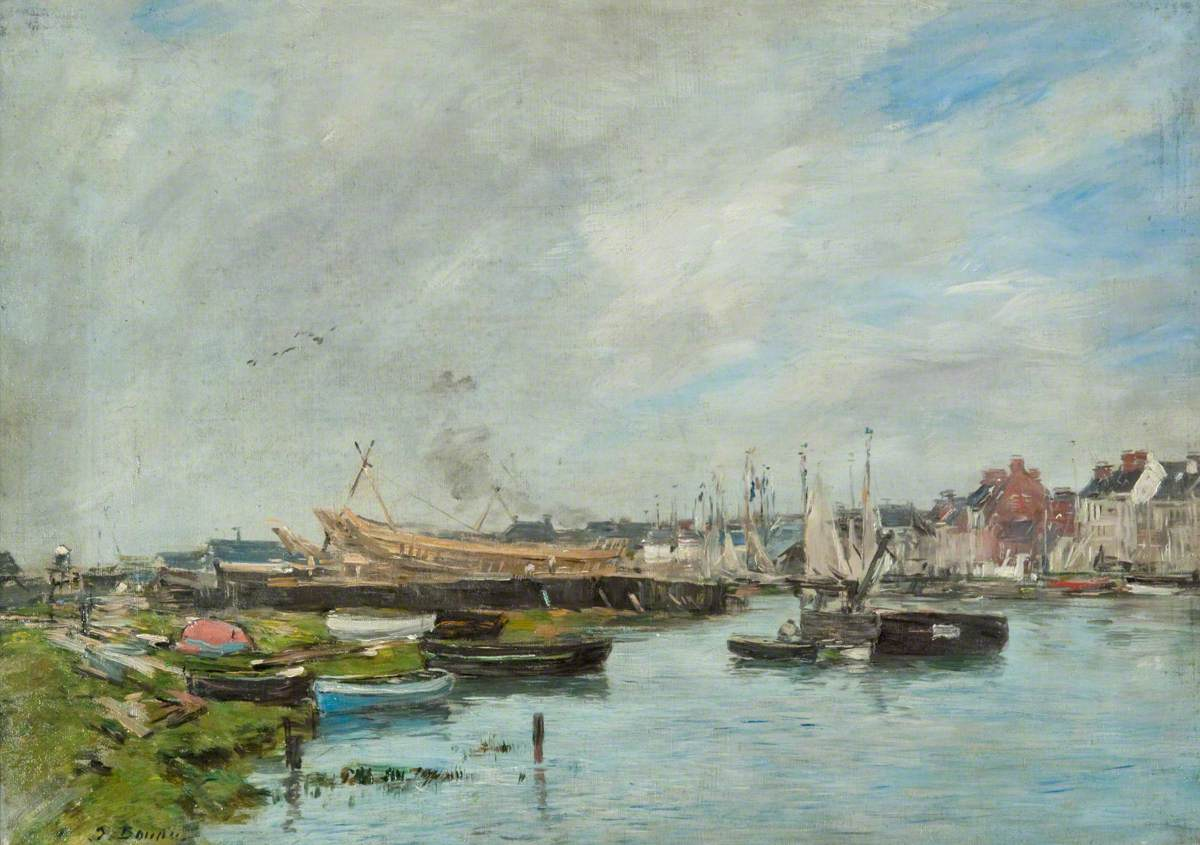
Le Port de Trouville, Chantier naval, 1885-1890, Greenock, McLean Museum.
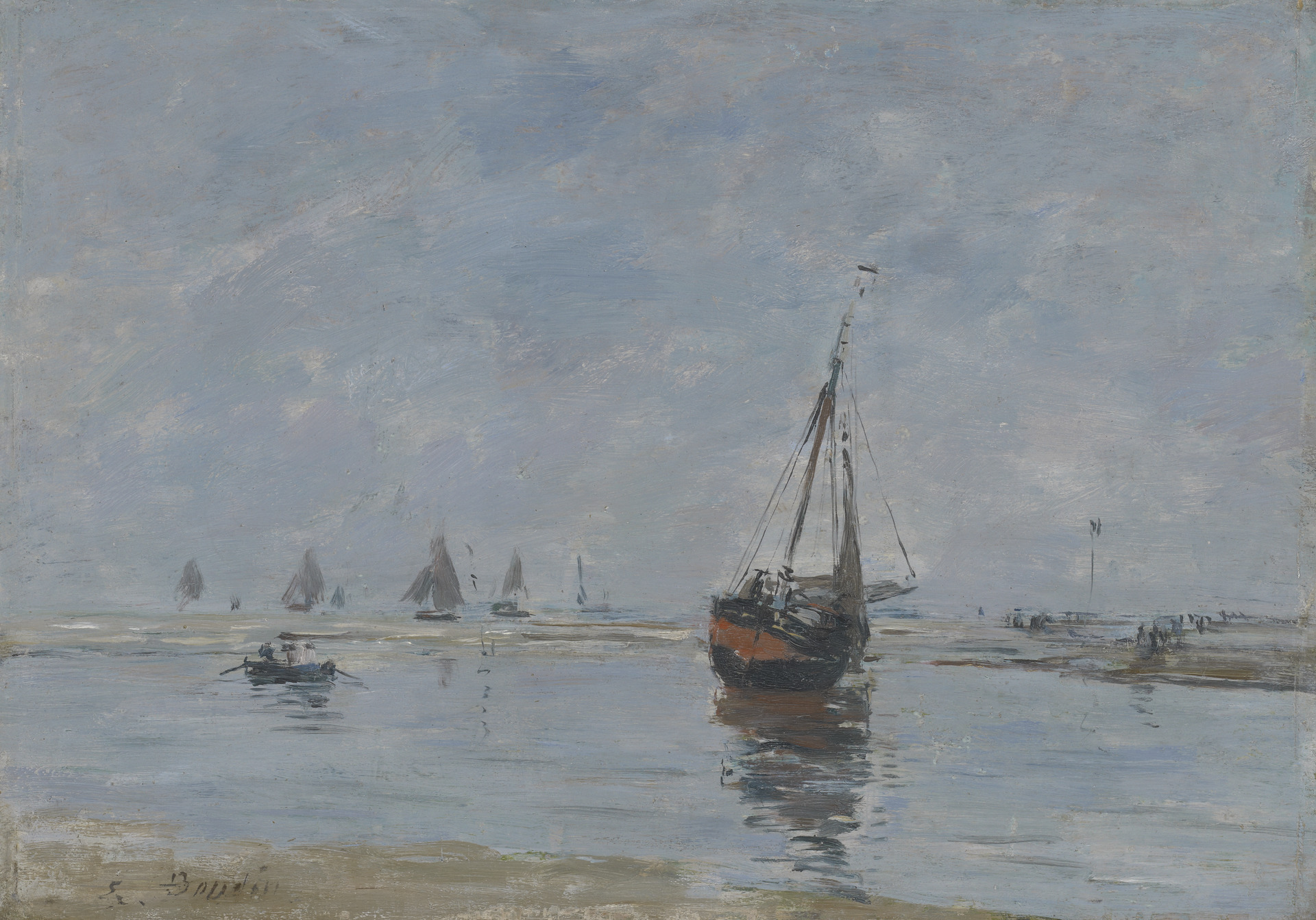
Trouville à marée basse, 1888-1895, New Haven, Yale University Art Gallery.
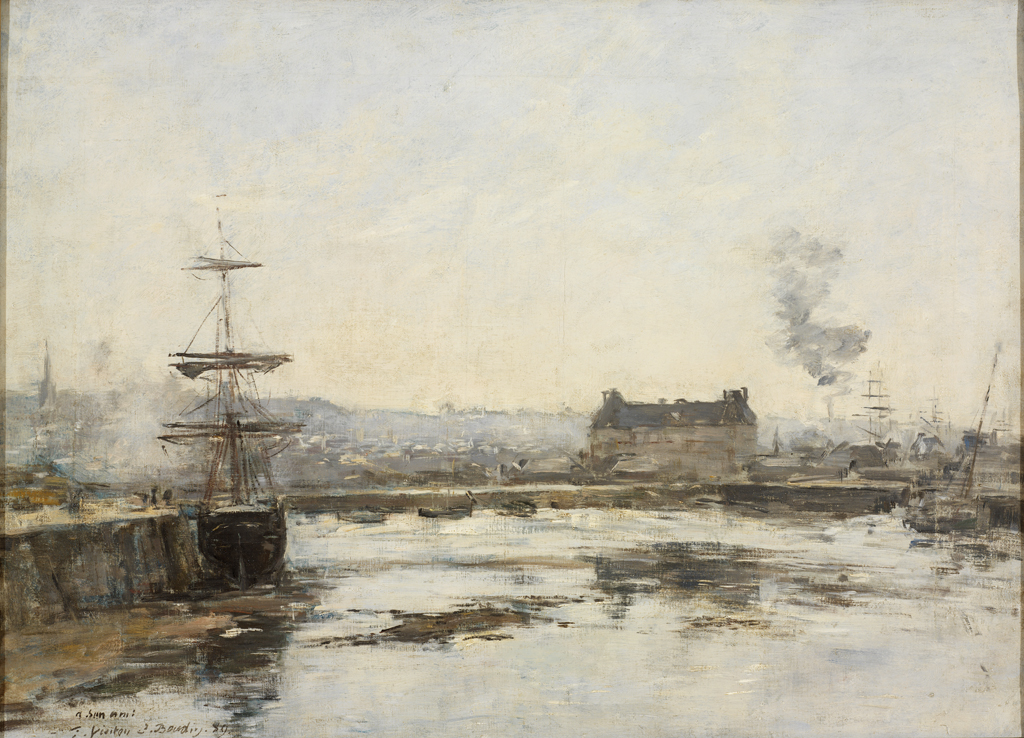
Le Port de Trouville, 1889, Rhode Island School of Design Museum.
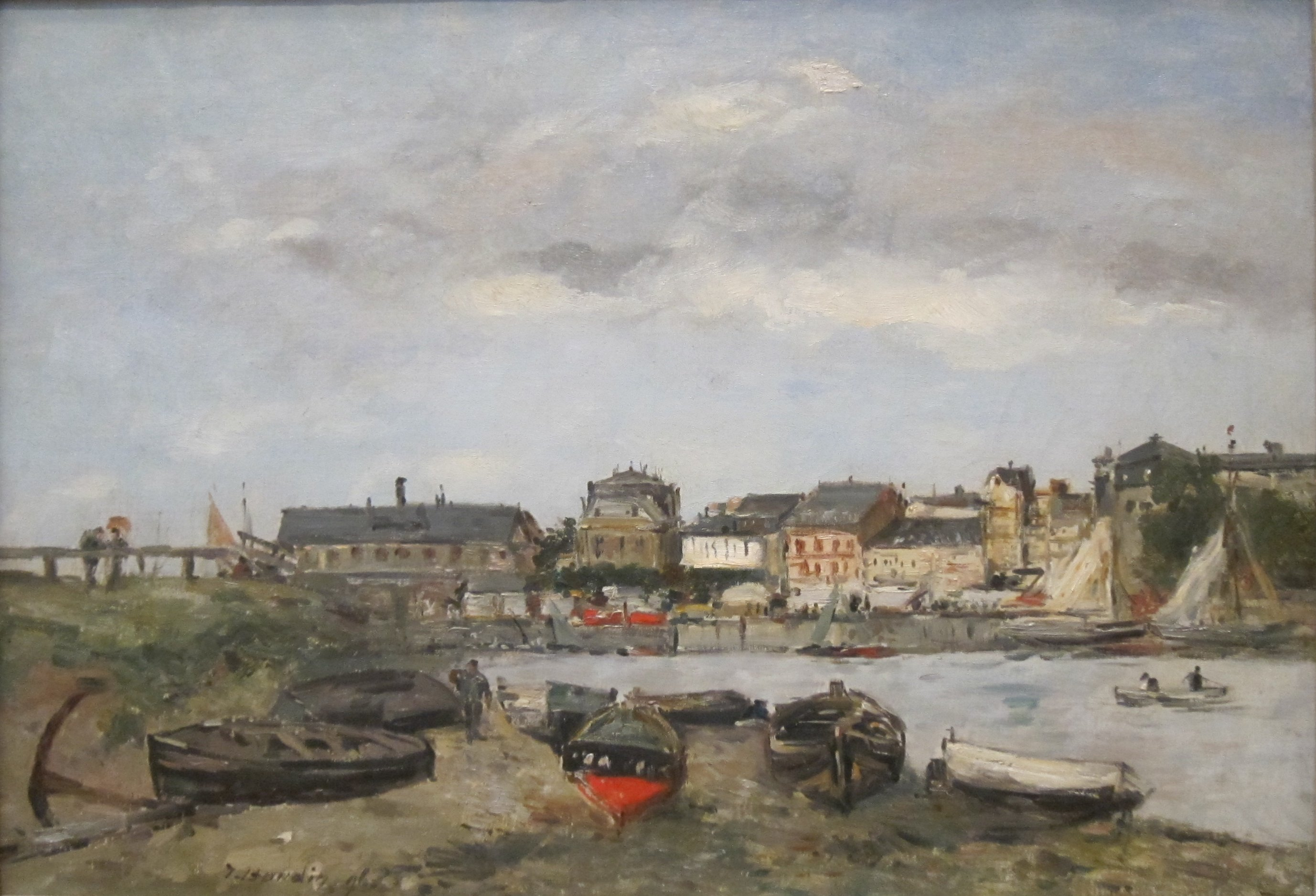
Trouville, 1891, musée d'art de Cincinnati.
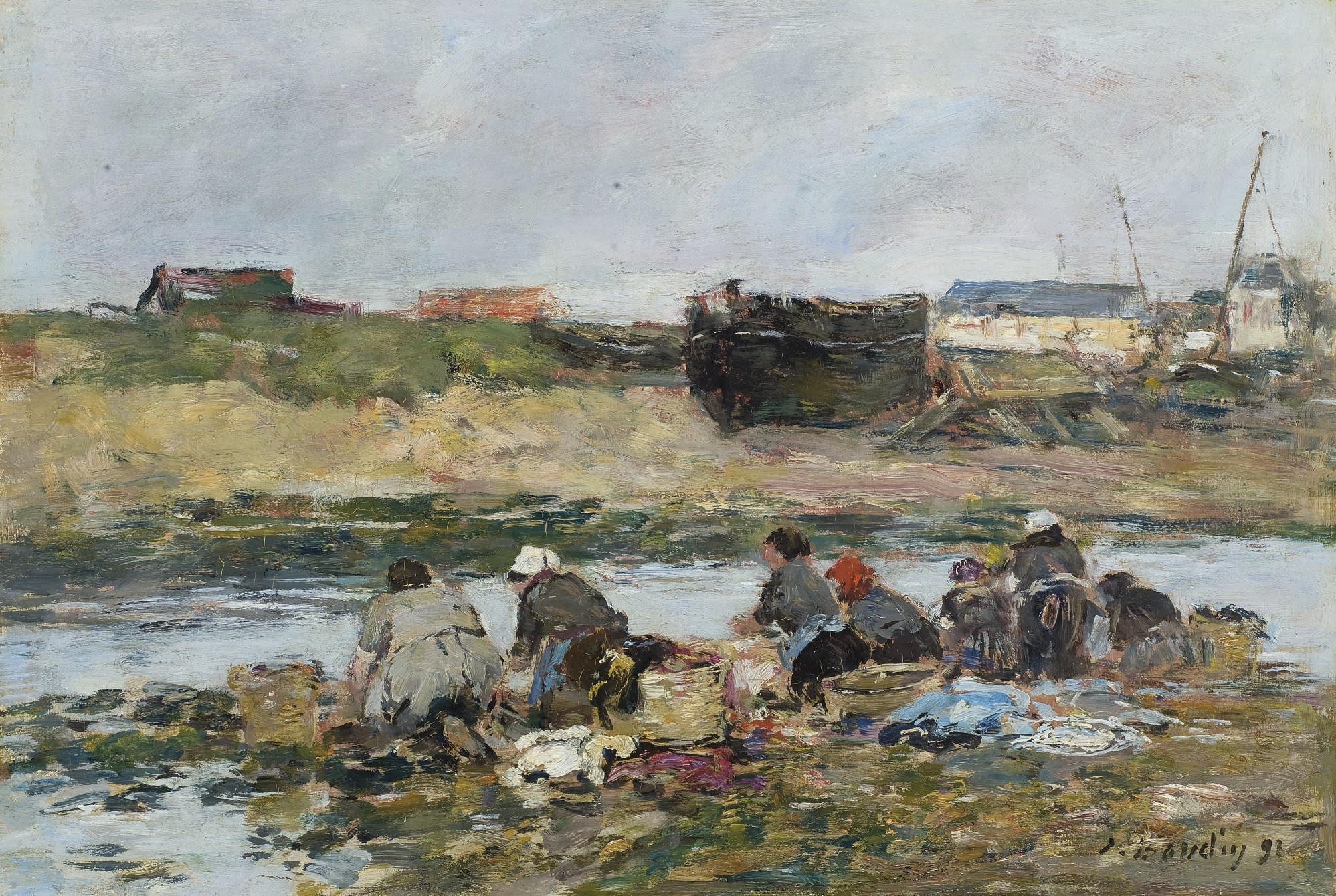
Lavandières sur la Touques près de Trouville, 1891, collection privée, vente 2008.
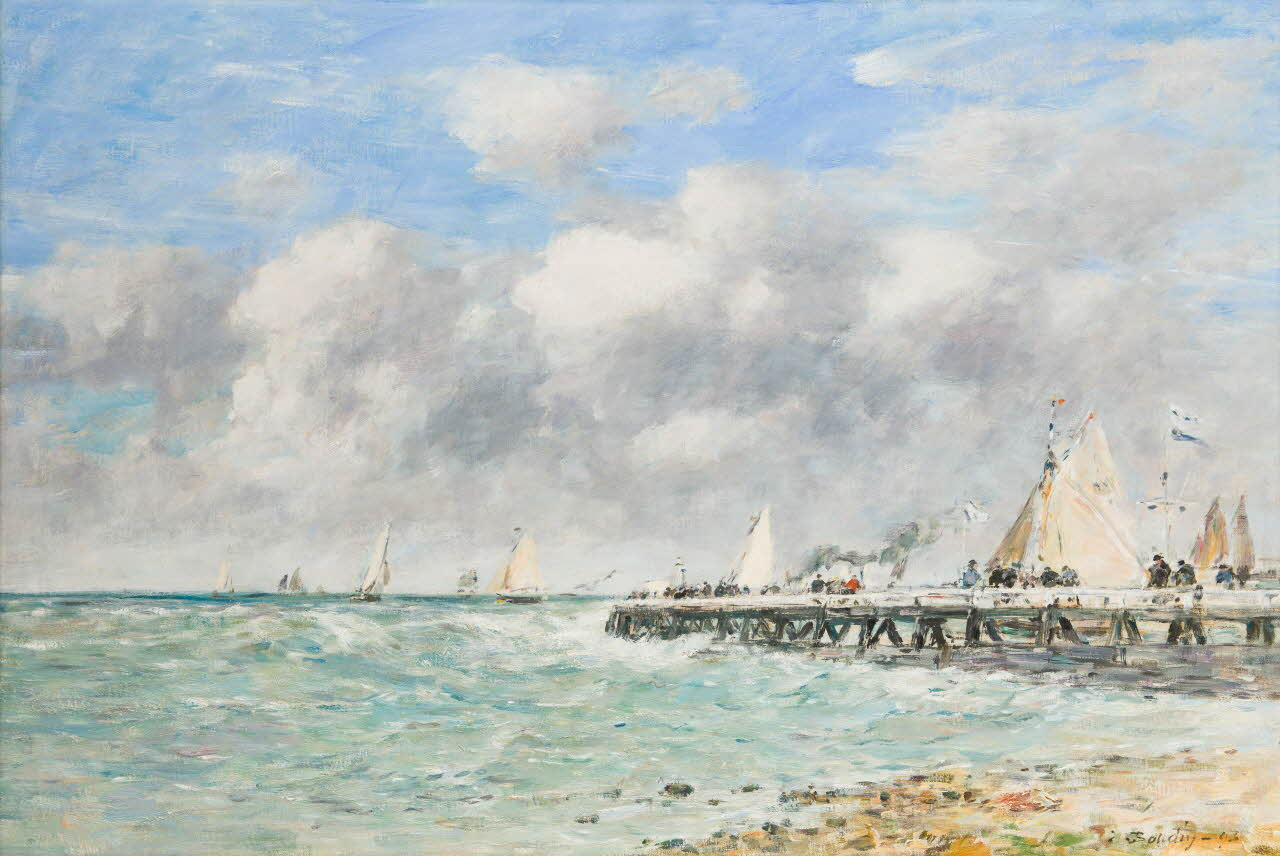
La Jetée de Trouville, 1893, Johannesburg Art Gallery.

Le peintre impressionniste américain James Abbott McNeill Whistler se rend à Trouville en 1865, et y peint avec Gustave Courbet. Il expérimente alors une série de paysages marins de plus en plus simplifiés. 

Le Trouville de Whistler en 1865
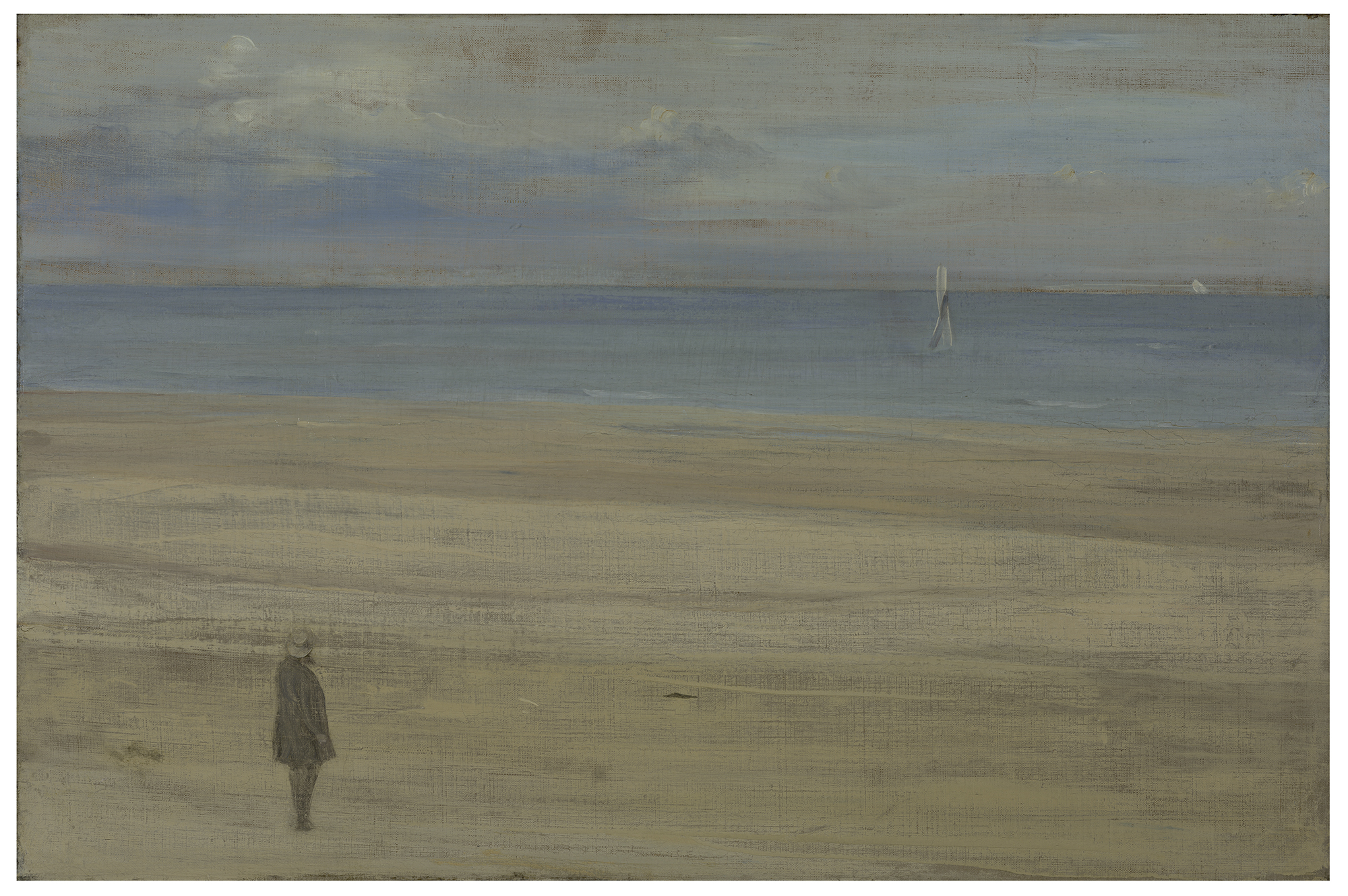
Harmony in Blue and Silver: Trouville (Bleu et argent). Musée Isabella Stewart Gardner, Boston.
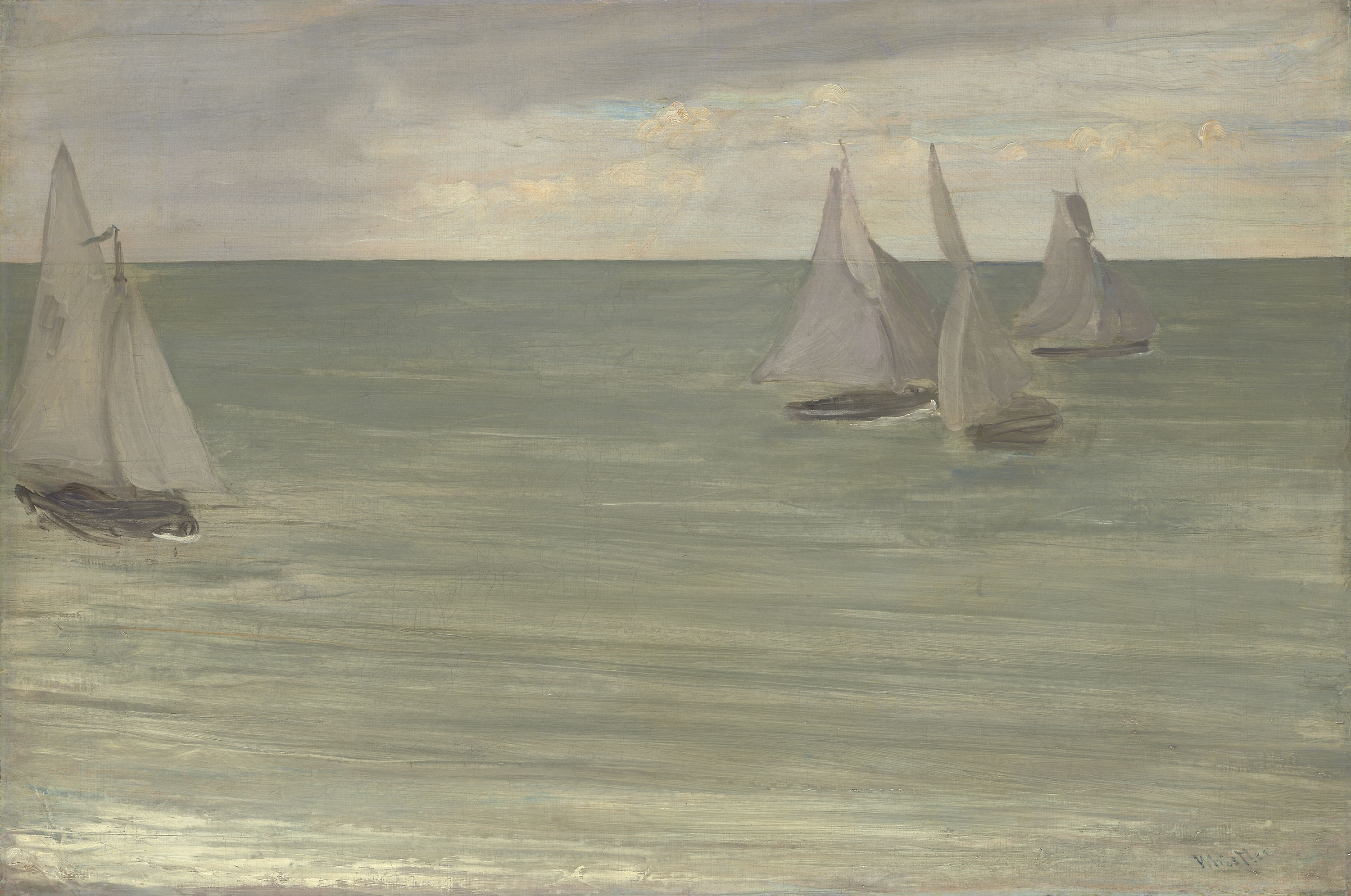
Trouville (Grey and Green, the Silver Sea (Gris et vert, La Mer argentée), Art Institute of Chicago.
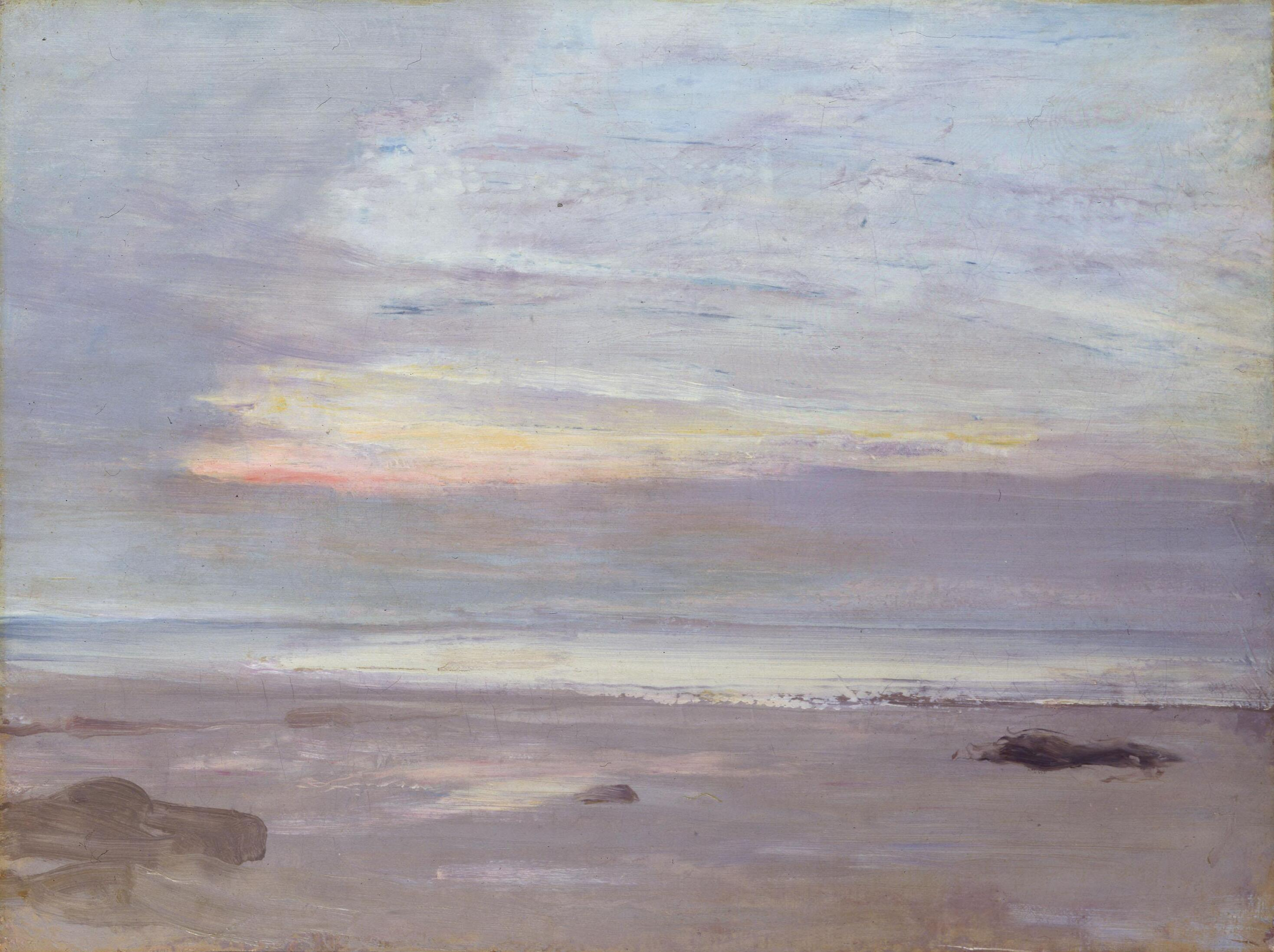
Crépuscule en Opale, Trouville. Musée d'Art de Toledo.

### Activité et manifestations

#### Culture
Trouville accueille chaque année depuis 2000 un festival de cinéma consacré aux courts-métrages « Off-Courts ». Trouville accueille aussi depuis 2016 les Rencontres internationales géopolitiques de Trouville-sur-Mer organisées par Frédéric Encel. Un Prix Marguerite Duras est décerné à Trouville, ainsi qu'un Prix de Trouville, fondé par Pierre Bergé et Stéphane Héaume.
La ville a servi de lieu de tournage à plusieurs films, comme Barque sortant du port de Trouville dès 1896 par Georges Méliès, Un singe en hiver en 1962, Trois Hommes à abattre en 1980, Coco avant Chanel en 2009, ou au clip de First We Take Manhattan de Leonard Cohen en 1988 par sa compagne la photographe de mode Dominique Issermann. Le film Un homme et une femme (1966) de Claude Lelouch a été largement tourné à Deauville mais aussi à Trouville, sur la jetée. 53 ans plus tard, la suite du film, Les Plus Belles Années d'une vie,  a aussi des scènes tournées à Trouville.

#### Jumelages
- Barnstaple (Royaume-Uni)
- Vrchlabí (Tchéquie)

#### Sports
- Voile : centre nautique de Trouville-Hennequeville (CNTH)[74].
- Football : AS Trouville-Deauville (ASTD).
- Cyclisme : Trouville a été ville-étape du Tour de France 1948.
- Surf : Ecole de surf Northshore[75]

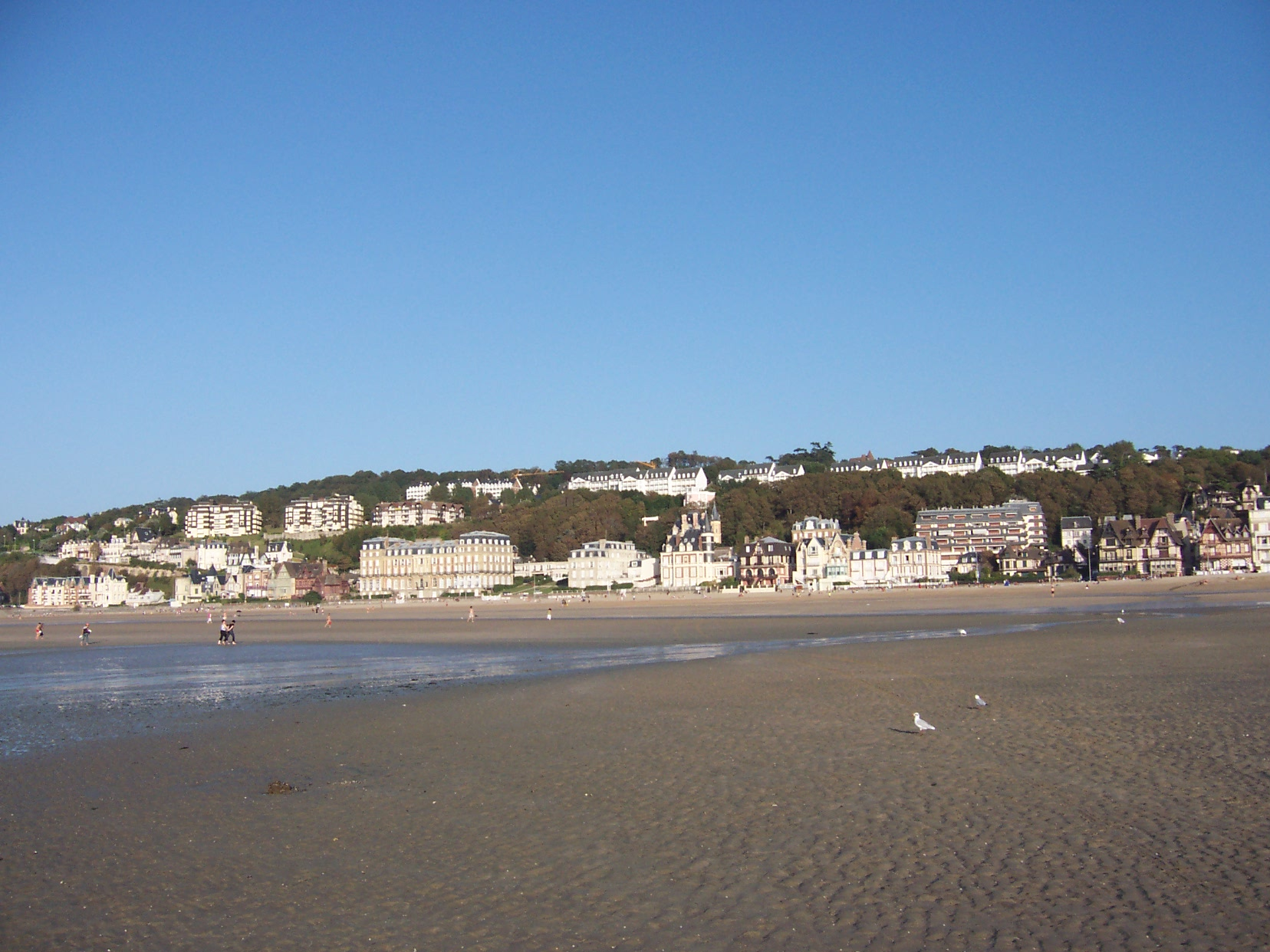
La plage et la côte.
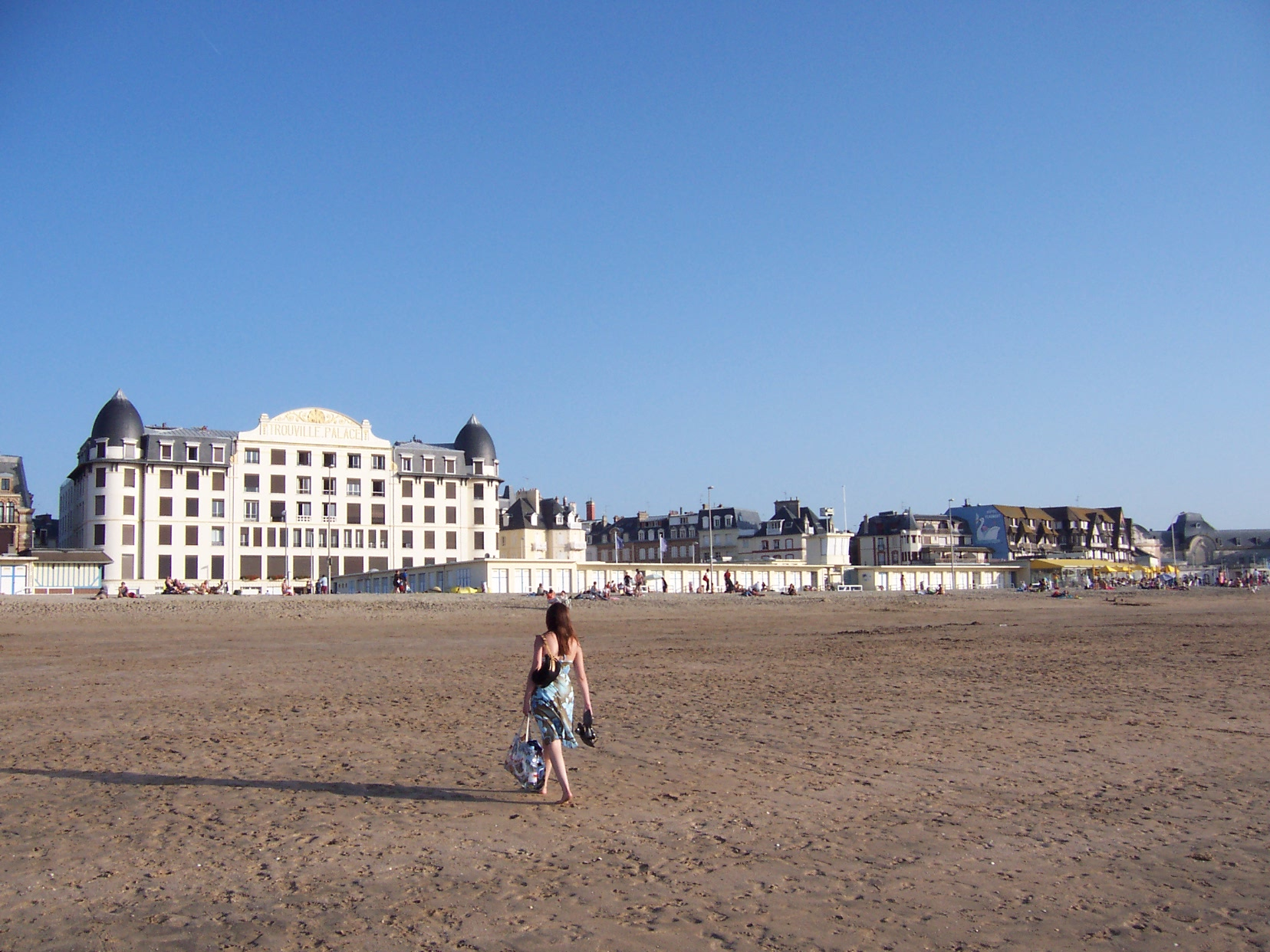
La plage et le palace.

### Personnalités liées à la commune

#### Naissances
- Julien Galopin (1860-1914), architecte.
- Juliette Toutain (1877-1948), pianiste, organiste et compositrice.
- Jacques Suzanne (1880-1967), peintre, artiste, pianiste, acteur et explorateur.
- Marcel Brout (1887-1957), homme politique.
- Marcel Léger (1893-1972), homme politique (sénateur).
- Armand Tanton (1902-1982), inspecteur d'académie et historien régional.
- Bernard Villemot (1911-1989), affichiste.
- Monique Pelletier (née en 1926), femme politique.
- Louis Delamare (1921-1981), ambassadeur de France assassiné au Liban.
- Colette Seghers (née en 1928), écrivain.
- Gérard Levoyer (né en 1946), auteur et comédien.
- Arnaud Larue (né en 1965), footballeur professionnel.
- Nadia Le Brun (née en 1971), journaliste et écrivaine.
- Pierre-Antoine Capton (1975), producteur de télévision
- Cédric Houssaye (né en 1979), athlète, sélectionné aux Jeux olympiques de 2012.

#### Décès
- Louis Jean Celinski de Zaremba (1814-1877) architecte de la villa Montebello, auteur du plan de la ville en 1852
- Louis Joseph Marchand (1791-1876), 1er valet de Napoléon Ier.
- Michel Montané (1799-1875), homme politique.
- Charles Mozin (1806-1862), peintre. « Découvreur » de Trouville en 1825. Constructeur du chalet Mozin et de la tour Malakoff.
- Amaury Dréo (1829-1882), homme politique.
- Edgard de Maigret (1841-1910), amiral.
- Ernest Duvergier de Hauranne (1843-1877), journaliste et homme politique.
- Robert Demachy (1859-1936), banquier et photographe.
- Cécile Sorel (1873-1966), comédienne.
- Édouard Devernay (1889-1952), organiste compositeur.
- Savignac (1907-2002), affichiste. Il est inhumé au cimetière.
- Jean-Pierre Lazzerini (1957-2012), acteur[76].
- Henry Le Court (1849-1921), historien, généalogiste créateur des armes de Deauville en 1878, mort dans sa propriété du Lierremont.
- Marthe de Florian (1864-1939), comédienne et demi-mondaine de la Belle-Époque.

#### Résidents
XIXe siècle

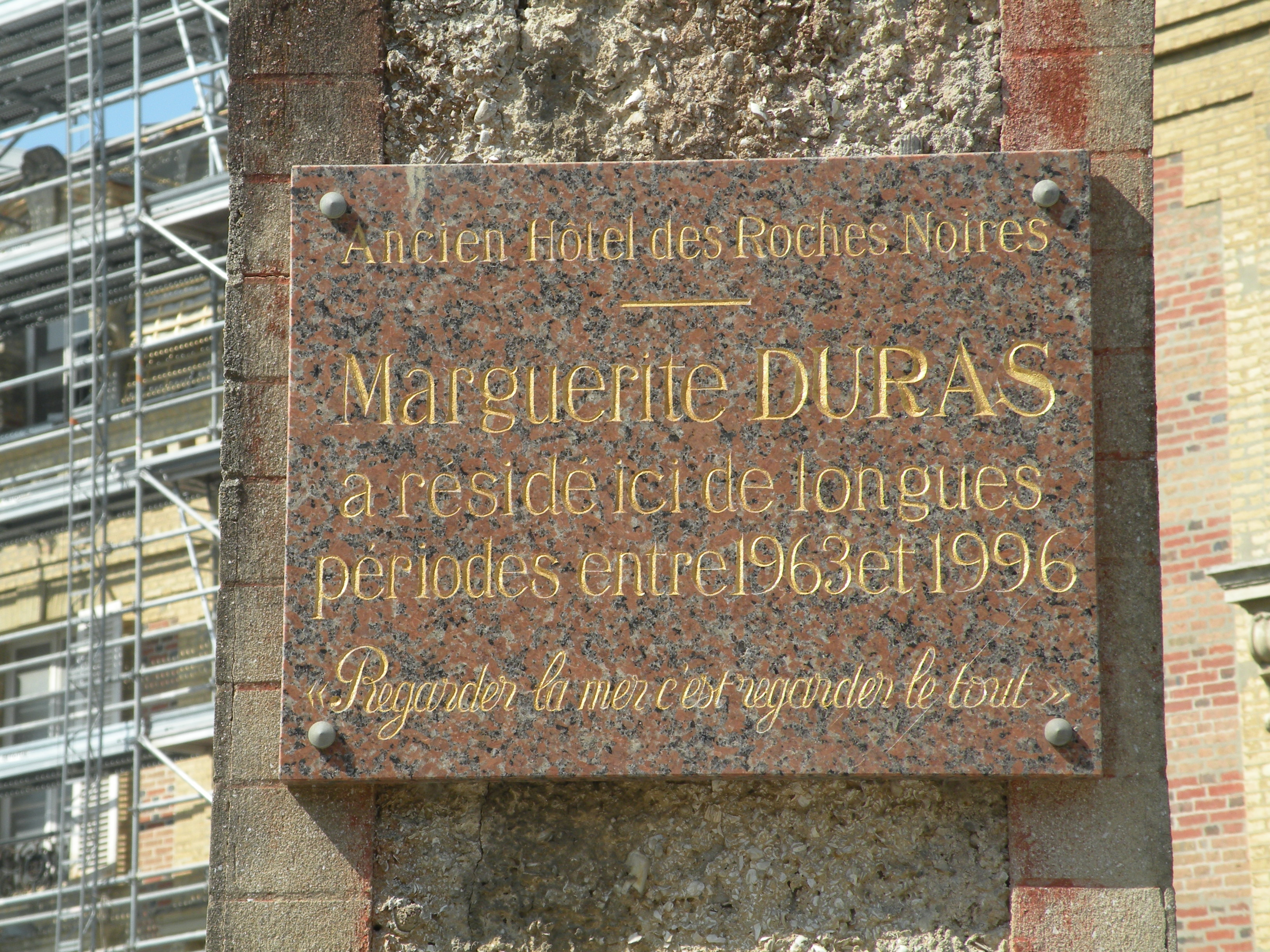
Plaque rappelant les séjours de Marguerite Duras à l'ancien hôtel des Roches Noires.

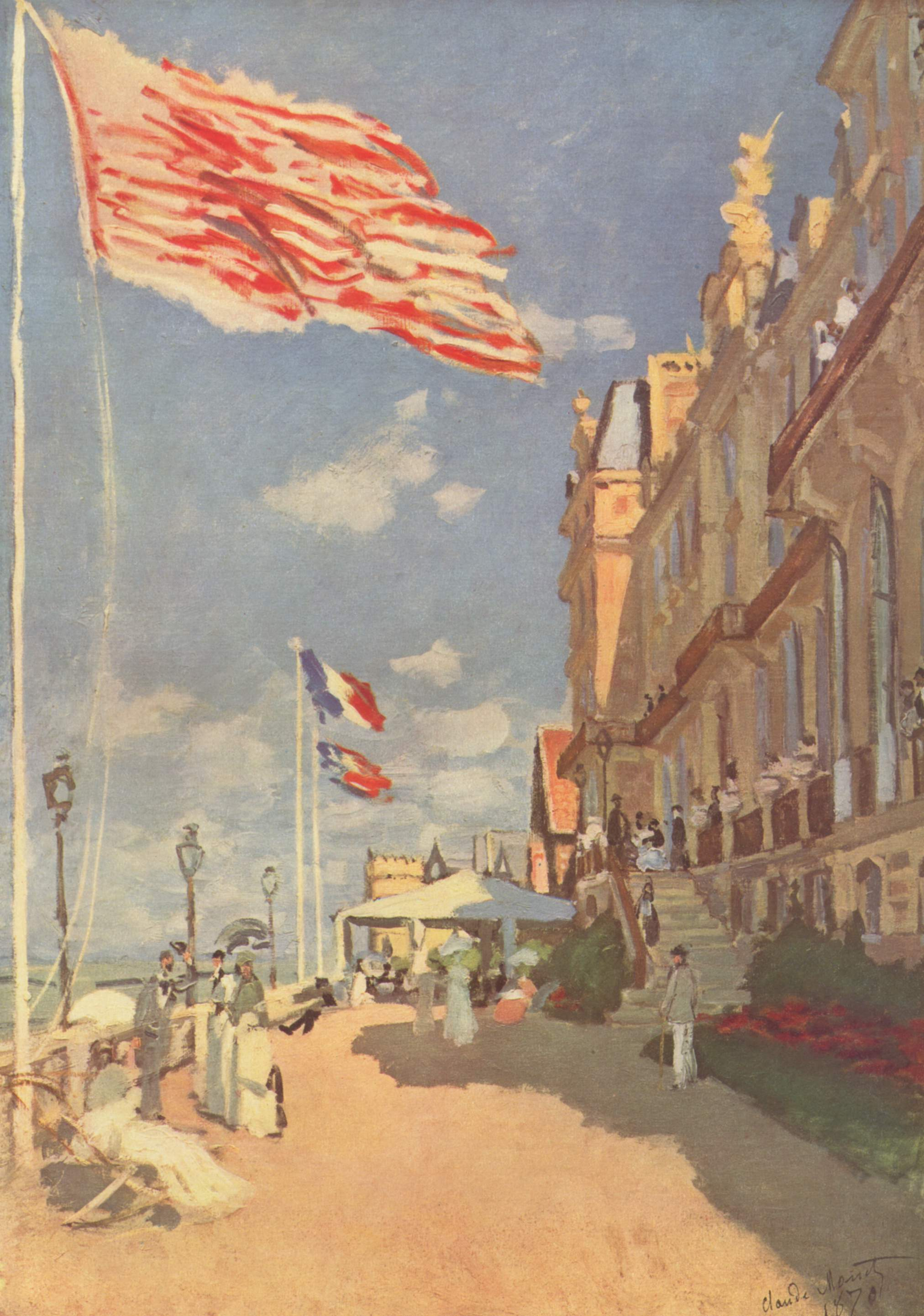
Hôtel des Roches Noires, 1870
Claude Monet, Musée d'Orsay.

- Eugène Boudin (1824-1898), peintre, y séjourna souvent et y peignit de nombreux tableaux.
- Alexandre Dumas (1802-1870), écrivain, « découvreur » de Trouville.
- Gustave Flaubert (1821-1880), écrivain, y connut ses premières émotions sentimentales.
- Geneviève Halévy (Mme Straus) (1849-1926), se fit construire la villa "Le Clos des mûriers".
- Theodor Josef Hubert Hoffbauer (1839-1922), peintre, architecte, dessinateur, graphiste et illustrateur y réside vers 1865[77].
- Claude Monet (1840-1926), peintre, y séjourna souvent et y peignit de nombreux tableaux.
- Valerien Ostroga (1840-1889), photographe, y exerce de 1872 à 1889.

XXe siècle
- Marcel Béalu (1908-1993), poète, écrivain y posséda un appartement.
- Nadia (1887-1979) et Lili Boulanger (1893-1918), musiciennes et compositrices, passèrent une partie de leur enfance à Trouville, et y chantèrent[78]. Une salle de concert du conservatoire local porte le nom de Nadia Boulanger
- Amédée Buffet (1869-1933), peintre[79].
- Marguerite Duras (1914-1996), écrivain, y posséda un appartement de 1963 à sa mort.
- Annie Girardot (1931-2011), comédienne, y possédait une résidence et tourna en partie à Trouville Tendre Poulet de Philippe de Broca[80].
- Johnny Hallyday (1943-2017), chanteur, y passa ses vacances dans sa jeunesse.
- Blanche de Marcigny (1865-1944), comédienne et écuyère de haute école y possédait une résidence secondaire, chemin des Frémonts.
- René de Obaldia (1918-2022), dramaturge, y résida.
- Louis Pauwels (1920-1997), journaliste et écrivain, comme sa fille Marie-Claire Pauwels (1945-2011), journaliste, y possédait chacun une résidence secondaire.
- Marcel Proust (1871-1922), écrivain, séjourna notamment à l'hôtel des Roches Noires.
- Emmanuelle Riva (1927-2017), comédienne, y posséda un appartement.
- Jacques Rouffio (1928-2016), réalisateur de cinéma, y posséda une maison.
- Marie-Renée Ucciani (1883-1963), artiste-peintre et sculpteur, vient peindre à Trouville-sur-Mer.

XXIe siècle
- Guy Birenbaum (né en 1961), journaliste et éditeur. Résident à Trouville[81], il a aussi consacré un livre à la ville
- Jean-Paul Belmondo (1933-2021), acteur de cinéma, y possédait une résidence secondaire.
- Valérie Bonneton, actrice, y réside[82]
- Antoine de Caunes (né en 1953), animateur de télévision et acteur de cinéma, y réside avec Daphné Roulier, journaliste, après qu'ils se sont mariés à Trouville en 2007. La fille d'Antoine de Caunes, Emma de Caunes (née en 1976), actrice, habite aussi Trouville depuis 2020[83]
- Gérard Depardieu (né en 1948), acteur de cinéma, y possède une maison.
- José Garcia (né en 1966), acteur de cinéma, y possède une résidence secondaire.
- Guylaine Guy (1929-2024), chanteuse et peintre, y résida de 1978 à sa mort[84].
- Claude Hastaire (1946-2020), artiste peintre, lithographe et écrivain, y résida.
- Stéphane Hessel (1917-2013), habitué de la ville pendant 25 ans, la voyait comme son « refuge »[85]
- Dominique Issermann (né en 1947), photographe, réside aux Roches Noires[86]
- Emmanuel et Brigitte Macron y viennent chaque année, le premier week-end de novembre[87]
- Christine Orban (née en 1954), écrivain, y possède une résidence.
- Patrick Rambaud (né en 1946), écrivain, résident secondaire.
- Bettina Rheims (née en 1952), photographe, y possède une maison avec son mari l'avocat Jean-Michel Darrois.
- Jean-Marc Sylvestre (né en 1946), journaliste, y réside[88]
- Karl Zéro (né en 1961), animateur de télévision, y possède une maison.

### Héraldique
| Armes de Trouville-sur-Mer | Les armes de la commune de Trouville-sur-Mer se blasonnent ainsi : D'azur à la barque trouvillaise contournée, équipée, habillée et flammée d'argent, voguant sur une mer de sinople, au chef cousu de gueules chargé de trois étoiles d'or. |